# Airbus A380
L'Airbus A380 és un avió quadrireactor de fuselatge ample desenvolupat i fabricat per Airbus. Es tracta de l'avió de passatgers més gros del món i l'únic que té dos pisos d'un extrem a l'altre del fuselatge. Els primers estudis es posaren en marxa el 1988 i Airbus feu públic el projecte el 1990 amb l'ambició de disputar-li el lideratge en el mercat de llarg abast al Boeing 747. El projecte fou anunciat el 1994 amb el nom d'«A3XX» i el 19 de desembre del 2000 Airbus llançà el programa A380 amb un cost previst de 9.500 milions d'euros. El primer prototip fou presentat a Tolosa el 18 de gener del 2005 i emprengué el seu primer vol el 27 d'abril del mateix any. El 12 de desembre del 2006 obtingué el certificat de tipus de l'Agència Europea de Seguretat Aèria (AESA) i l'Administració Federal d'Aviació (FAA) dels Estats Units.
Un seguit de problemes amb la instal·lació elèctrica feu que l'inici de la producció es retardés dos anys i que els costos de desenvolupament es disparessin. El primer A380 fou lliurat a Singapore Airlines el 15 d'octubre del 2007 i entrà en servei deu dies després. La fabricació assolí dos pics de 30 unitats a l'any, un el 2012 i l'altre el 2014, i cessà el 2021 sense haver recuperat els 25.000 milions de dòlars invertits en el desenvolupament de l'avió.
És un avió de dues cobertes amb una configuració habitual de 525 passatgers i una capacitat màxima de 853. És un quadrireactor equipat amb motors Engine Alliance GP7000 o Rolls-Royce Trent 900 que li donen un abast de 14.800 km (8.000 mn). A desembre del 2021, la flota global d'A380 havia completat més de 800.000 vols, amb un total de 7,3 milions d'hores d'activitat, sense cap mort o pèrdua de buc. L'abril del 2024 n'hi havia 189 unitats en servei amb deu operadors. Unes altres cinc aerolínies l'han fet anar en el passat.

## Desenvolupament

### Inici del projecte
| Cronologia del projecte - 1991: Investigació sobre la possible demanda - 1993: Boeing cancel·la un projecte similar - 1996: Es crea la Large Aircraft Division - 2000: Llançament comercial de l'A3XX - 2001: El consorci Airbus es fusiona - 2002: Inici de la fabricació de components - 2004: Es lliura el primer motor - 2005: Es realitza el primer vol - 2006: Certificació i retards - 2007: Lliurament del primer Airbus A380-800 |

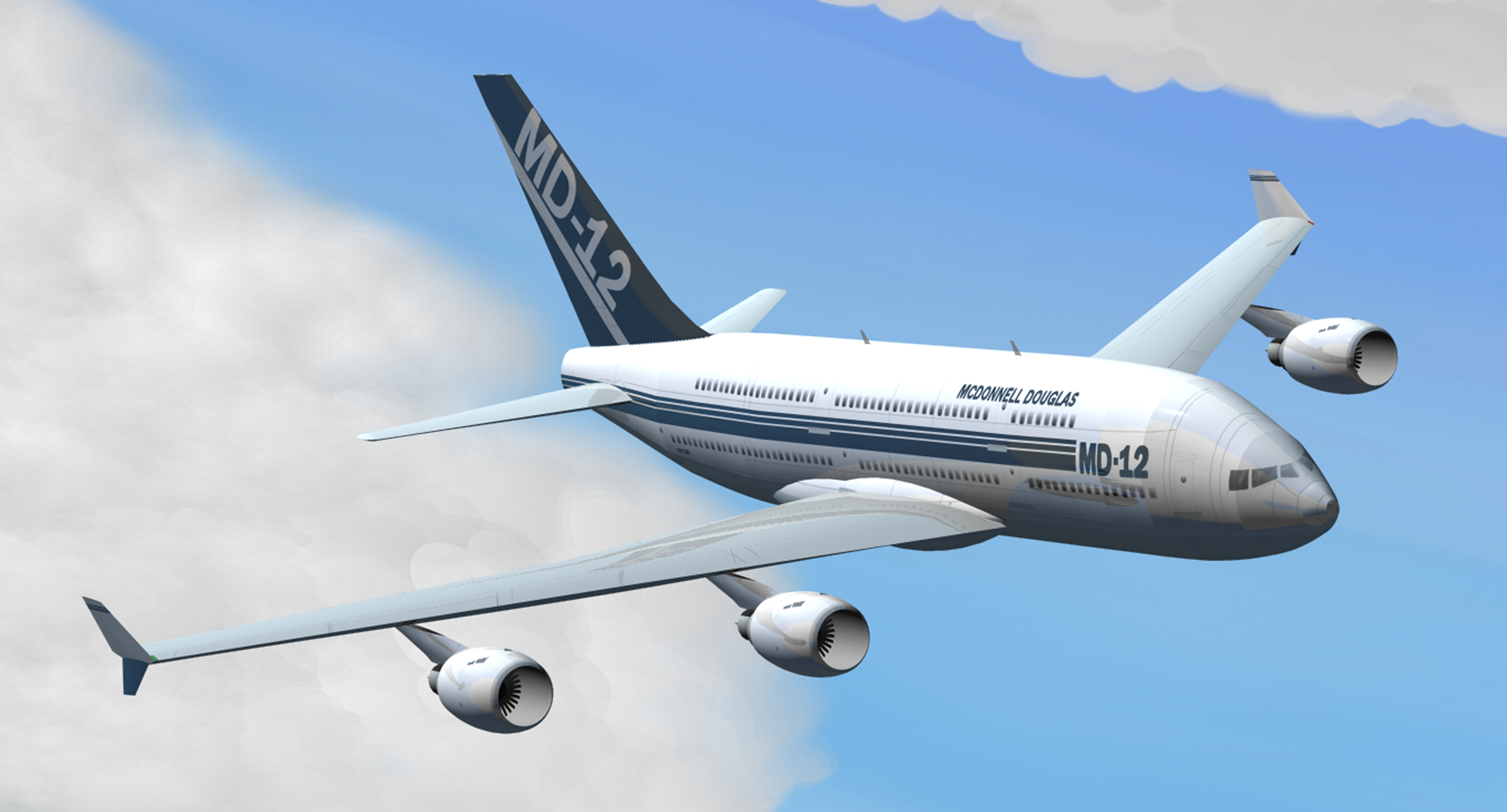
Disseny conceptual del MD-12, avió projectat en els anys 1990 per la companyia estatunidenca McDonnell Douglas, per competir contra el futur A380.

L'inici del desenvolupament de l'Airbus A380 es remunta a l'estiu de 1988 quan un grup d'enginyers d'Airbus dirigit per Jean Roeder, va començar a treballar en secret en el desenvolupament d'un avió de gran capacitat amb el doble objectiu de completar la gamma de productes i de trencar el domini imposat per Boeing en els vols transoceànics amb el seu Boeing 747 des de principi de 1970.
L'empresa aeronàutica McDonnell Douglas igual que Airbus, també va començar el desenvolupament d'un avió de llarg abast, l'avió de dos pisos MD-12, però l'escàs suport obtingut i les males previsions van fer que no passés d'un projecte.
Roeder, després d'una presentació formal del projecte, va rebre l'aprovació del president i el director executiu d'Airbus el juny de 1990. El «megaprojecte» va ser anunciat a la Fira Aeronàutica de Farnborough, amb l'objectiu primari de reduir els costos d'operacions un 15% en relació al Boeing 747-400. Airbus va organitzar quatre equips de dissenyadors i enginyers, un de cadascun dels seus socis –Aérospatiale, Deutsche Aerospace AG, British Aerospace i CASA–, amb l'objectiu que proposessin nous mètodes i tecnologies en el disseny i construcció de les aeronaus futures. Els dissenys es van presentar el 1992 quan es va escollir el disseny el més competitiu.
El gener de 1993, Boeing i diverses empreses que formaven el consorci Airbus van iniciar un estudi conjunt sobre la viabilitat d'un avió conegut com el Very Large Commercial Transport (VLCT), amb l'objectiu de formar una aliança per repartir-se el mercat. No obstant això, aquests estudis van ser abandonats dos anys més tard. L'interès de Boeing havia disminuït perquè els analistes pensaven que un producte d'aquestes característiques, en el qual calia invertir milers de milions de dòlars per al seu desenvolupament, seria poc o gens rendible. No obstant aquesta maniobra va ser vista per molts analistes com una estratègia del fabricant nord-americà per impedir que Airbus desenvolupés un avió que pogués discutir la supremacia que Boeing mantenia en els viatges a llarga distància amb el seu jumbo, el Boeing 747.
Aquesta interpretació del que havia succeït va resultar ser falsa, ja que Boeing va cometre un gran error estratègic. El 1997 es va abandonar l'estudi de nous models superjumbo com el 747-500 o el 747-600 per dos motius: l'escàs interès mostrat per les companyies aèries –es creia que l'aparell tindria una demanda molt escassa– i pels elevats costos de desenvolupament. L'any 2000 s'estimava que el desenvolupament del llavors A3XX costaria uns 80.000 milions de francs francesos (12.220 milions d'euros), però Airbus esperava vendre uns 1.200 avions a 1.500 milions de francs la unitat (230 milions d'euros) en els vint anys següents al llançament del nou aparell. Al mateix temps Boeing afirmava que els costos de desenvolupament de les dues noves versions del 747 que planejava llançar al mercat serien tres vegades més petits que els de l'A3XX. En aquest moment Airbus va decidir continuar amb el seu propi projecte, a pesar que fins llavors només dues aerolínies havien expressat un cert interès en la compra del futur avió. Com s'ha esmentat, els analistes pronosticaven que Boeing, a través del seu 747, construiria nous models el desenvolupament dels quals costaria infinitament menys que el projecte d'Airbus –ja que els seus nous models serien variants millorades del Boeing 747–; a més, els mateixos analistes pensaven que la construcció d'avions grans no era la millor opció, apostant per avions més petits que poguessin cobrir les mateixes rutes.

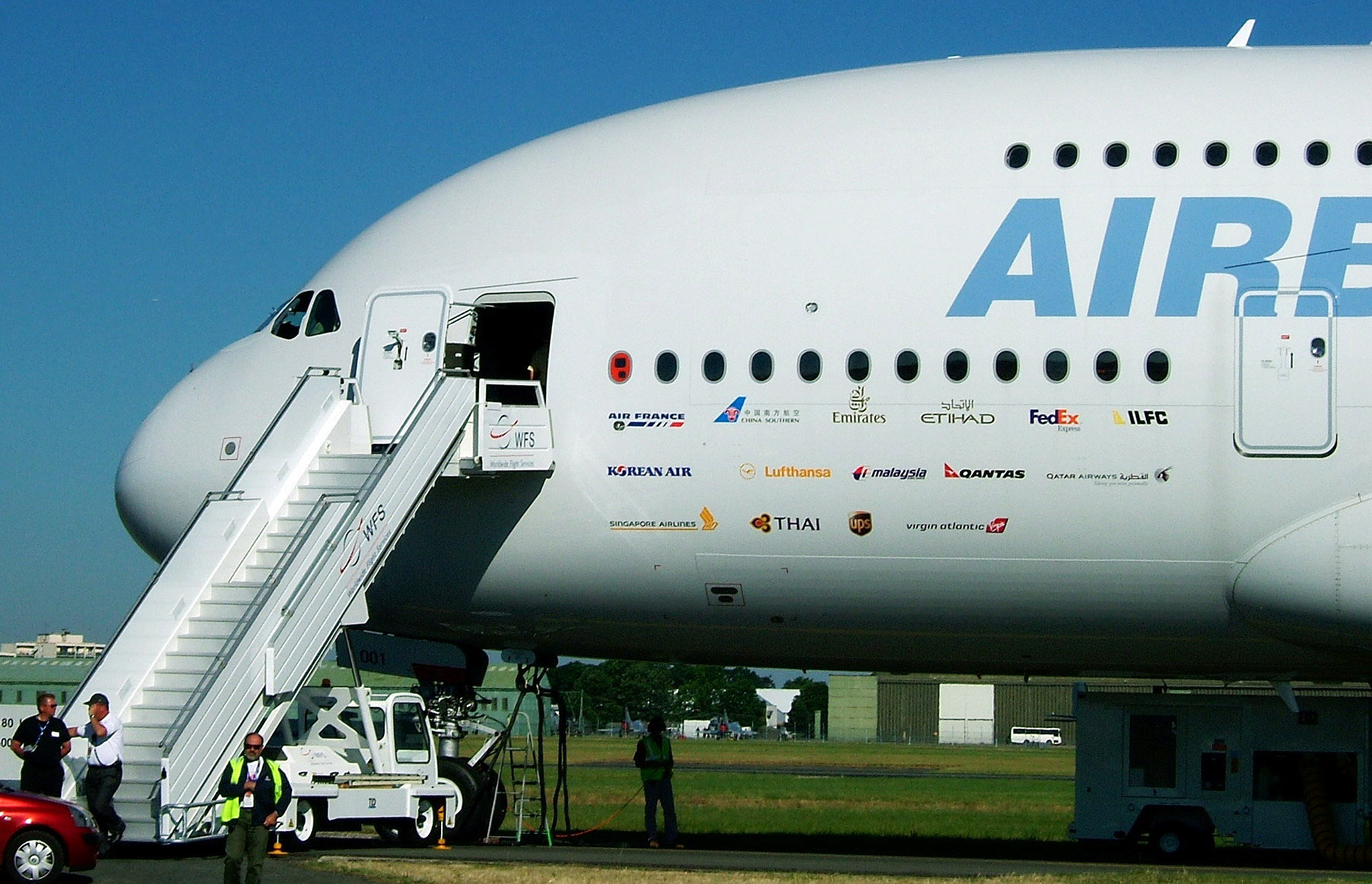
L'Airbus A380 núm. 001; cal destacar els noms pintats en el fuselatge de les empreses clients el juny de 2005.

El juny de 1994, Airbus va començar a desenvolupar el seu propi gran avió comercial, denominat en un primer moment A3XX. S'havien considerat diversos dissenys, incloent-hi una combinació de dos fuselatges –de costat a costat– de l'A340, que era en aquest moment l'avió més gros construït per l'empresa europea. L'A3XX també va haver d'enfrontar-se amb l'estudi realitzat sobre el VLCT i les noves aeronaus que Boeing pensava desenvolupar a partir del seu 747. El 1997 es va iniciar la crisi asiàtica, que va enfosquir les expectatives de vendes de l'A3XX. En aquest moment Airbus va alterar el disseny inicial amb l'objectiu de reduir els costos de funcionament entre un 15 i un 20% en relació amb el nou model de Boeing, el 747-400. L'A3XX tindria dos pisos, la qual cosa proporcionaria un major volum de passatgers per vol. Aquests canvis en el disseny es van dur a terme després d'una extensa anàlisi de mercat. No obstant això des de 1995 les previsions seguien predient que el mercat de grans avions com l'A380 era petit i que Airbus s'exposava a pèrdues multimilionàries.
Airbus va començar per consultar les principals companyies aèries, agències governamentals i representants dels principals aeroports internacionals per establir la grandària de l'aeronau, amb el propòsit d'utilitzar les instal·lacions aeroportuàries existents sense que s'haguessin de fer grans reformes. Les dimensions de cada unitat no havien de superar els 80 metres de longitud i envergadura, l'altura màxima es va fixar en 24 metres. Aquestes limitacions es van dissenyar per permetre que l'A380 pogués maniobrar en els estacionaments i carrers dels aeroports que operaven els Boeing 747. A més, les grans dimensions de l'A380 no serien un problema, car la gran majoria dels aeroports ja estaven preparats des de l'aparició del 747.

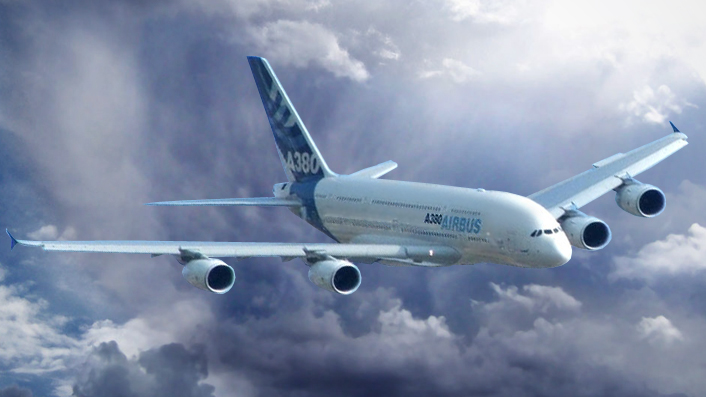
L'Airbus A380, superjumbo desenvolupat per Airbus
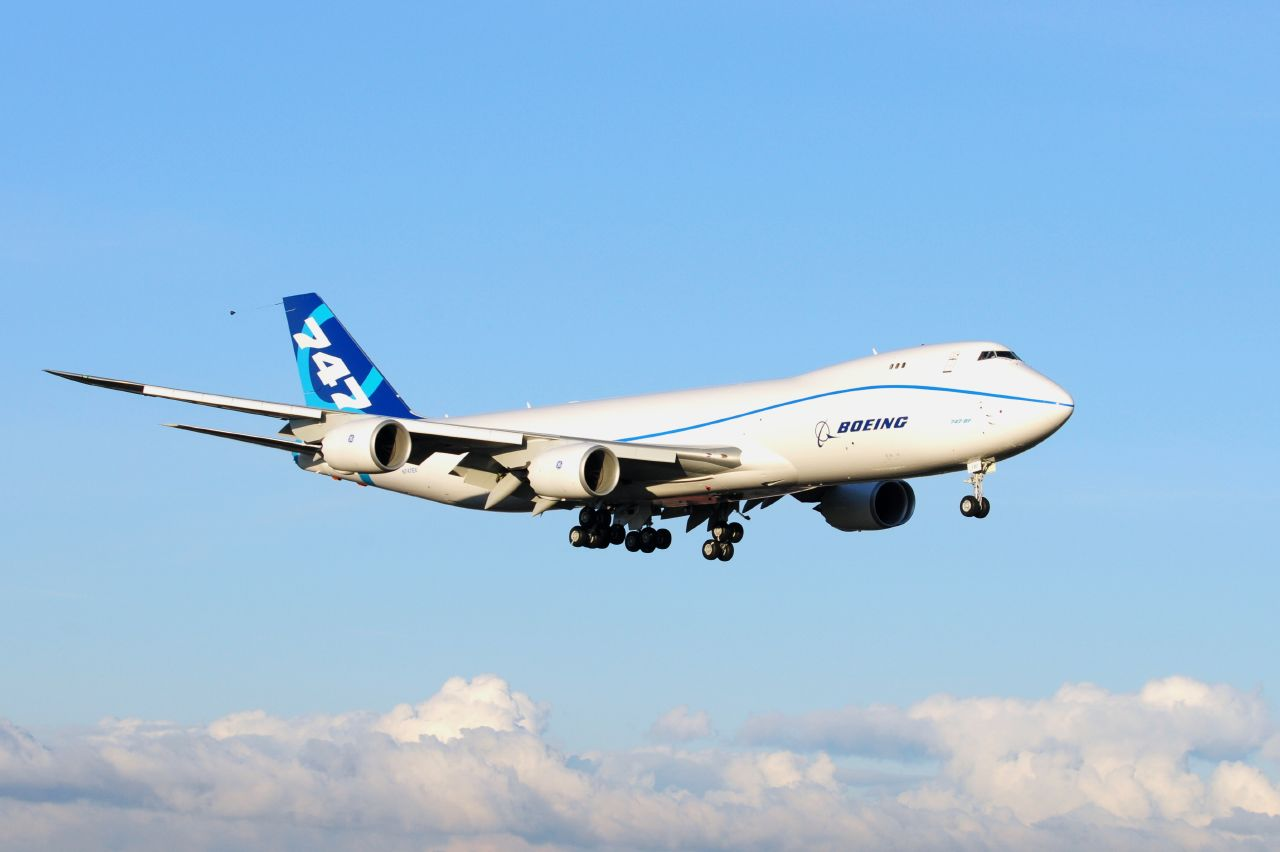
Boeing 747-8, superjumbo proposat pel fabricant Boeing per competir amb l'A380

L'Airbus A380 va ser especialment dissenyat per portar a més passatgers que el 747 i consumir menys, a més la capacitat no havia de veure's amenaçada. Boeing va treballar en el desenvolupament del 747-8, una nova variant del 747 que s'esperava que consumís un 13% menys per passatger i tingués un cost d'explotació un 19% menor que l'A380, encara que en tot cas seguiria tenint 88 seients de passatgers menys en una configuració de tres classes en tots dos avions (467 seients, segons Boeing). Aquesta nova aeronau de Boeing va entrar en servei el 2011.
El 19 de desembre de 2000, el consell de supervisió d'Airbus va decidir engegar el programa per a la construcció de l'A3XX, rebatejant-lo com A380, amb un pressupost oficial i inicial de 10 700 milions de dòlars –encara que fonts externes ja ho elevaven a 14.000 milions– i amb comandes signades per sis companyies aèries que superaven les 50 unitats. El nom A380 no segueix la clàssica numeració d'Airbus (A300-A340); es va triar el 8 perquè aquest nombre és considerat un nombre la sort en molts països asiàtics, llocs on es trobaven alguns dels seus principals clients. La configuració de l'A380 es va fixar a principi de 2001 i el gener de 2002 es van començar a fabricar els primers components de les ales.

### Pressupost
El pressupost inicial estimat per Airbus originalment el 1994 era d'uns 8.000 milions de dòlars; Com s'ha dit anteriorment, el pressupost quan es va posar oficialment en marxa el programa, el 19 de desembre de 2000, era de 10.700 milions de dòlars, xifra que es mantenia estable encara el 2003, repartint-se les despeses de la següent forma: 5.100 milions a càrrec d'Airbus, 3.100 de socis i proveïdors i 2.500 de bestretes dels governs. No obstant això, l'abril de 2005 una notícia de la BBC ja recollia que el pressupost s'havia incrementat en 1.450 milions d'euros, fins als 12.000 milions, que en dòlars suposaven uns 15.000 milions, segons el tipus de canvi EUR/USD d'aquest mes; si a això se sumen sancions, lliuraments i despeses extres no planificats, la càrrega financera total en el desenvolupament de l'A380 va ser de 25.000 milions de dòlars, el triple de l'anunciat inicialment per justificar la viabilitat econòmica del projecte.

### Presentació pública

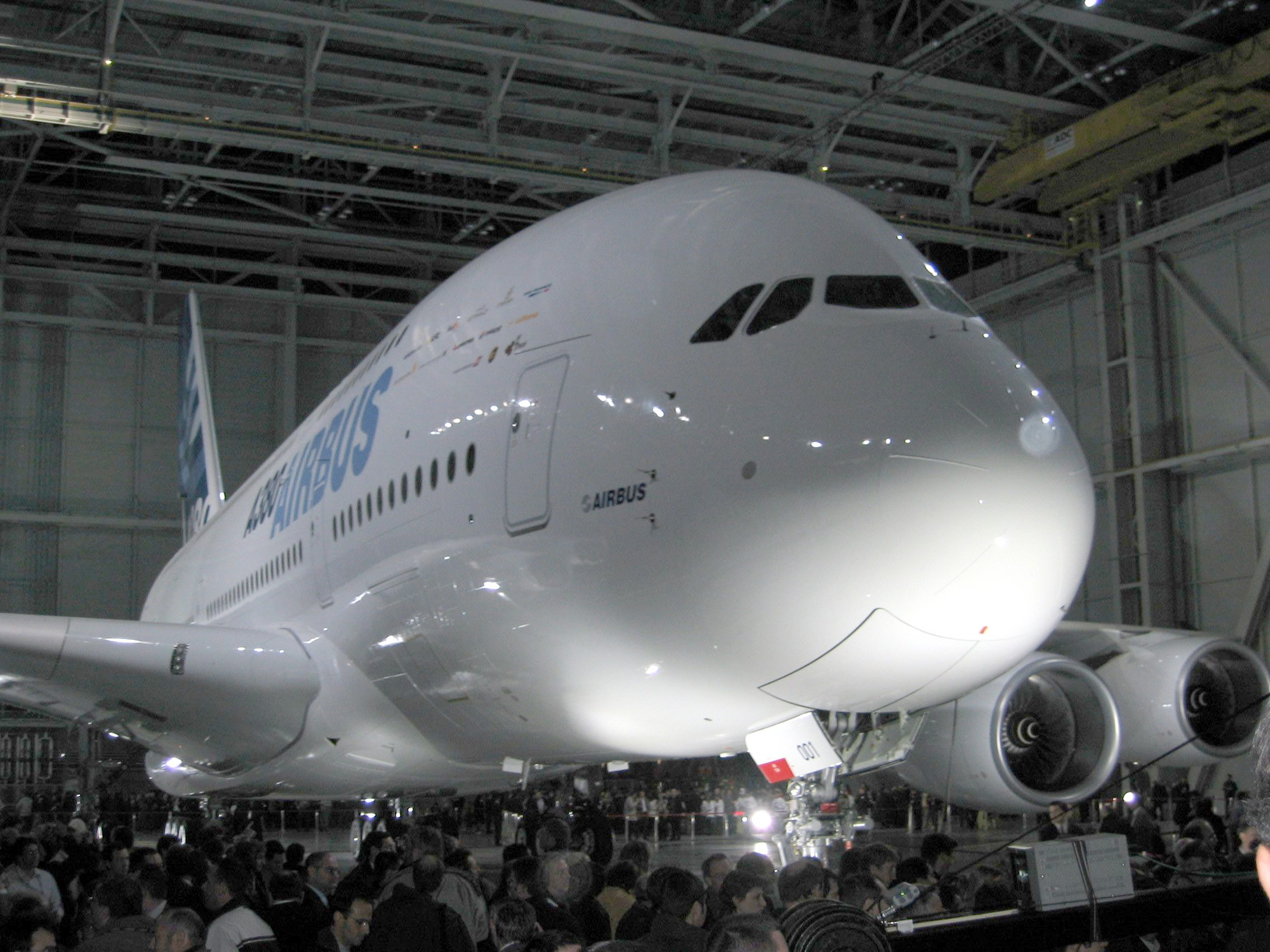
Presentació pública a Tolosa de Llenguadoc (2005)

La presentació oficial de l'Airbus A380 va tenir lloc el 18 de gener de 2005, a l'hangar Jean-Luc Lagardère de la línia d'assemblatge final que la companyia té a Tolosa de Llenguadoc, França.
A la presentació hi van anar més de 5.000 persones i representants dels quatre països que havien participat activament en el projecte, inclosos tots els caps de govern: Tony Blair (Regne Unit), Jacques Chirac (França), José Luis Rodríguez Zapatero (Espanya) i Gerhard Schröder (Alemanya). La cerimònia va durar unes dues hores, temps en el qual es va commemorar els 35 anys del consorci europeu d'Airbus i els seus èxits des del llançament de l'Airbus A310 el 1982. També van assistir a l'acte representants de les catorze empreses compradores i personalitats de l'aeronàutica.

### Primers vols i proves

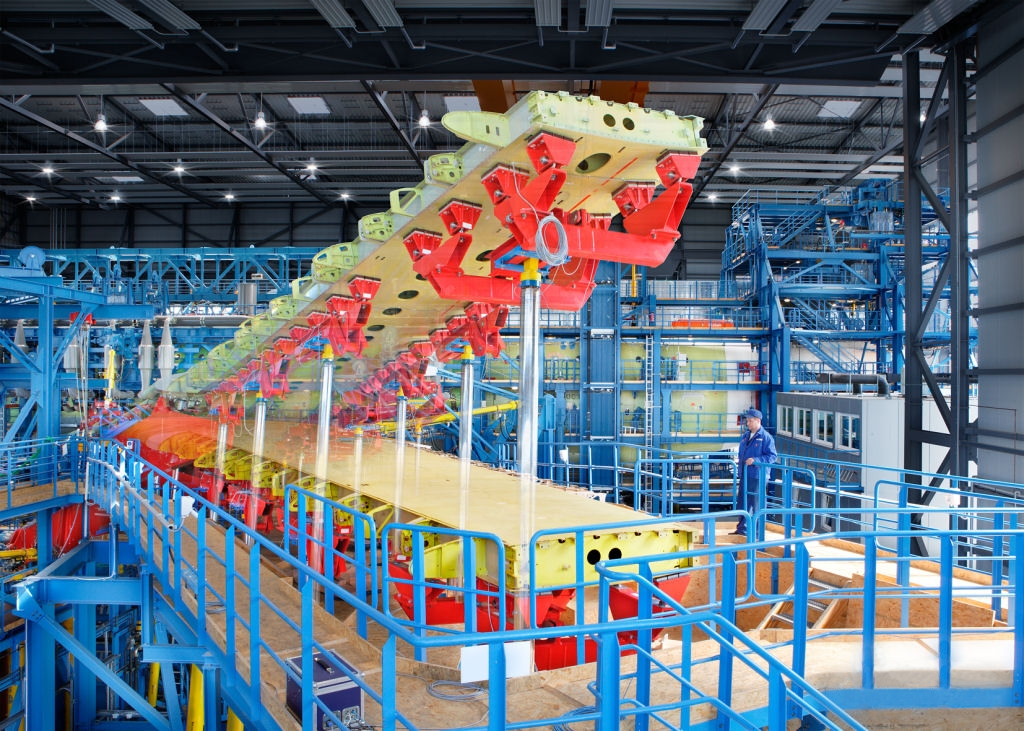
Proves de fatiga a una ala de l'A380 a Dresden

Es van desenvolupar proves específiques per posar a prova a l'A380. A l'aeroport de Dresden va ser sotmès a proves de fatiga. També se li van realitzar proves de IABG en 47.500 cicles de vol, la qual cosa equival a un any de servei. El febrer de 2006 durant una prova de flexibilitat i fatiga, una de les ales es va esquerdar després que aquesta passés en un 45% la càrrega màxima entre els motors; per aprovar aquesta prova era necessari que les ales resistissin en un 50% la càrrega màxima, per la qual cosa Airbus immediatament va resoldre el problema.
El 26 de març de 2006 l'A380 va obtenir el certificat d'evacuació a Hamburg, Alemanya. Amb vuit de les setze sortides bloquejades, 853 persones entre passatgers i tripulants van abandonar l'avió en 78 segons, dotze menys dels requerits per superar la prova. Tres dies després l'A380 va rebre el permís de navegació de l'Agència Europea de Seguretat Aèria (EASA) i de l'Administració Federal d'Aviació (FAA) per al transport d'un màxim de 853 passatgers.
El primer vol de l'A380 va haver de ser posposat en diverses ocasions a causa de problemes tècnics. Finalment el 27 d'abril de 2005, l'avió amb el nombre de sèrie 001 i amb un pes de 421 tones (el pes més gran de la història d'un avió civil) es va enlairar a les 8:29 UTC de l'aeroport internacional de Tolosa de Llenguadoc. L'A380, equipat amb quatre motors Trent 900, es va enlairar de Tolosa de Llenguadoc amb una tripulació de sis persones, encapçalada pel cap del projecte, Jacques Rosay. El vol va durar 3 hores i 54 minuts; més tard, Rosay diria que havia estat «com anar en bicicleta».
L'1 de desembre de 2005 l'A380 va assolir una velocitat màxima de Mach 0,96 (la velocitat de creuer normal és de 0,85). El 10 de gener de 2006 va realitzar el seu primer vol transatlàntic, volant fins a Medellín, a l'Aeroport Internacional José María Córdova (Río Negro), Colòmbia, i el 2007 fins a Bogotà, a l'Aeroport Internacional El Dorado per provar el rendiment dels motors en aeroports situats a grans altures. Més tard, el 6 de febrer del mateix any va volar fins a Iqaluit, al Canadà, amb l'objectiu de provar-ne la resistència i comportament davant climes frígids.
El primer vol amb motors GP7200, va tenir lloc el 25 d'agost de 2006. El 4 de setembre de 2006, amb 474 empleats d'Airbus a bord, es va realitzar una prova perquè els passatgers provessin les instal·lacions i la comoditat de l'avió. El desembre Airbus va obtenir els certificats d'homologació per als models A380-841 i A380-842 de l'EASA i l'FAA, en una cerimònia a la seu francesa de l'empresa. L'A380-861 va obtenir el seu certificat un any després, el 14 de desembre de 2007.

### Producció

Rutes i centres de fabricació de l'Airbus A380

Les principals seccions estructurals i la major part de les peces de l'A380 són construïdes a França, Alemanya, Espanya i el Regne Unit. A causa de la gran grandària, les peces fabricades als diferents països són transportades a la planta de muntatge de Jean-Luc Lagarderè, a Tolosa de Llenguadoc, França. Per al transport dels diferents components s'usa sobretot el transport terrestre i marítim, encara que en algunes ocasions es transporten a través de l'Airbus A300-600ST Beluga, un avió de càrrega especialment dissenyat per al transport de les mercaderies més voluminoses. Els components de l'Airbus A380 són subministrats per proveïdors de tot el món, entre els quals destaquen: Rolls-Royce, Safran, United Technologies, General Electric i Goodrich Corporation.
Per al moviment dels components es disposa d'una gran flota de camions i vaixells, a més d'instal·lacions especialitzades i carreteres modificades per poder donar cabuda a combois de gran grandària.
Les seccions davantera i posterior del fuselatge es fabriquen en les indústries d'Airbus a Hamburg, al nord d'Alemanya, d'on són transportades per mar cap al Regne Unit. Les ales es fabriquen a Gran Bretanya, concretament a Bristol i Brychdyn, des d'on es transporten a França. A Saint-Nazaire, a l'oest de França, arriben les peces fabricades tant de Bristol com a Hamburg. La cua i el ventre de l'avió, són assemblats a la ciutat espanyola de Getafe, d'on són transportats per carretera –en el cas de les peces més pesants, també s'usa ocasionalment l'Airbus A300-600ST Beluga per al seu transport– fins a França. Finalment totes les peces fabricades i assemblades als diferents països són transportades per carretera o mar fins a la cadena de muntatge de Tolosa de Llenguadoc. Després del muntatge, l'avió es pilota fins a Hamburg, on es mobla i pinta, sent necessaris 3600 litres de pintura per cobrir els seus 3100 metres quadrats. Tot aquest complex procés de fabricació provoca que només un màxim de quatre Airbus A380 puguin ser construïts cada mes.

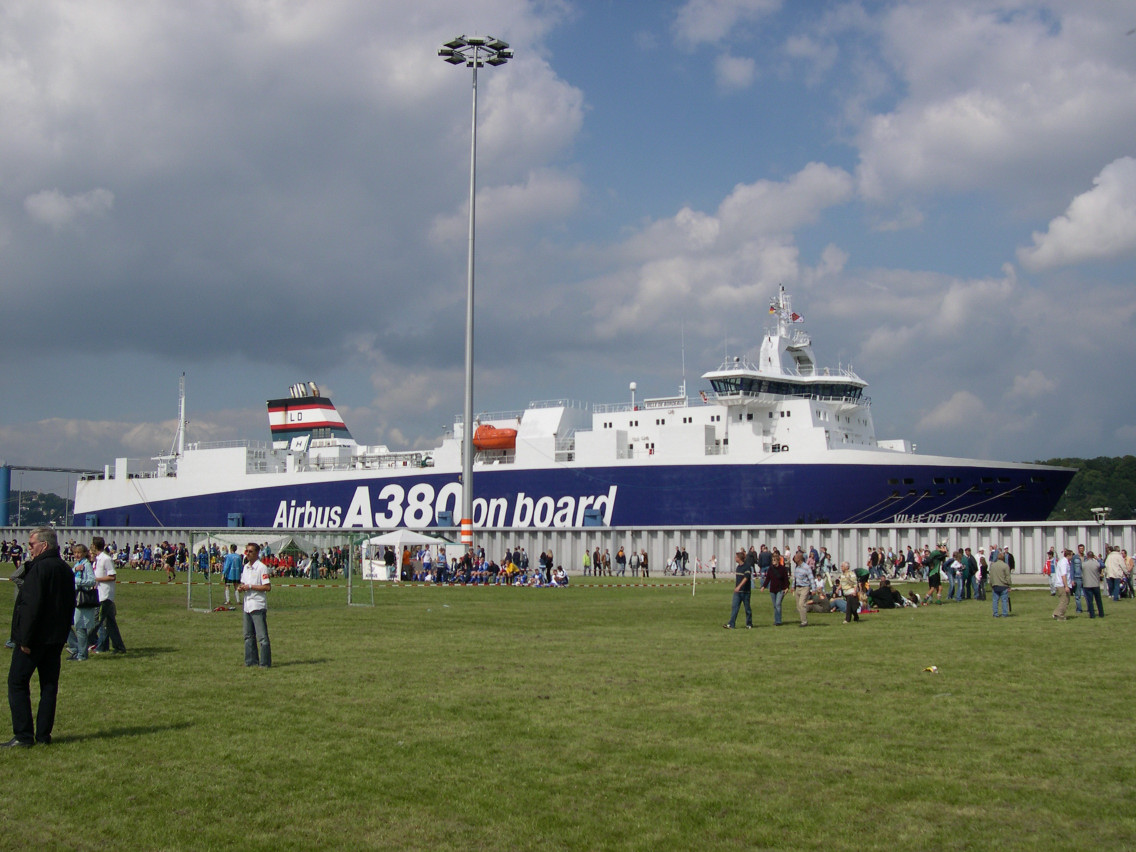
Vaixell de transport de l'A380 Ville de Bordeaux
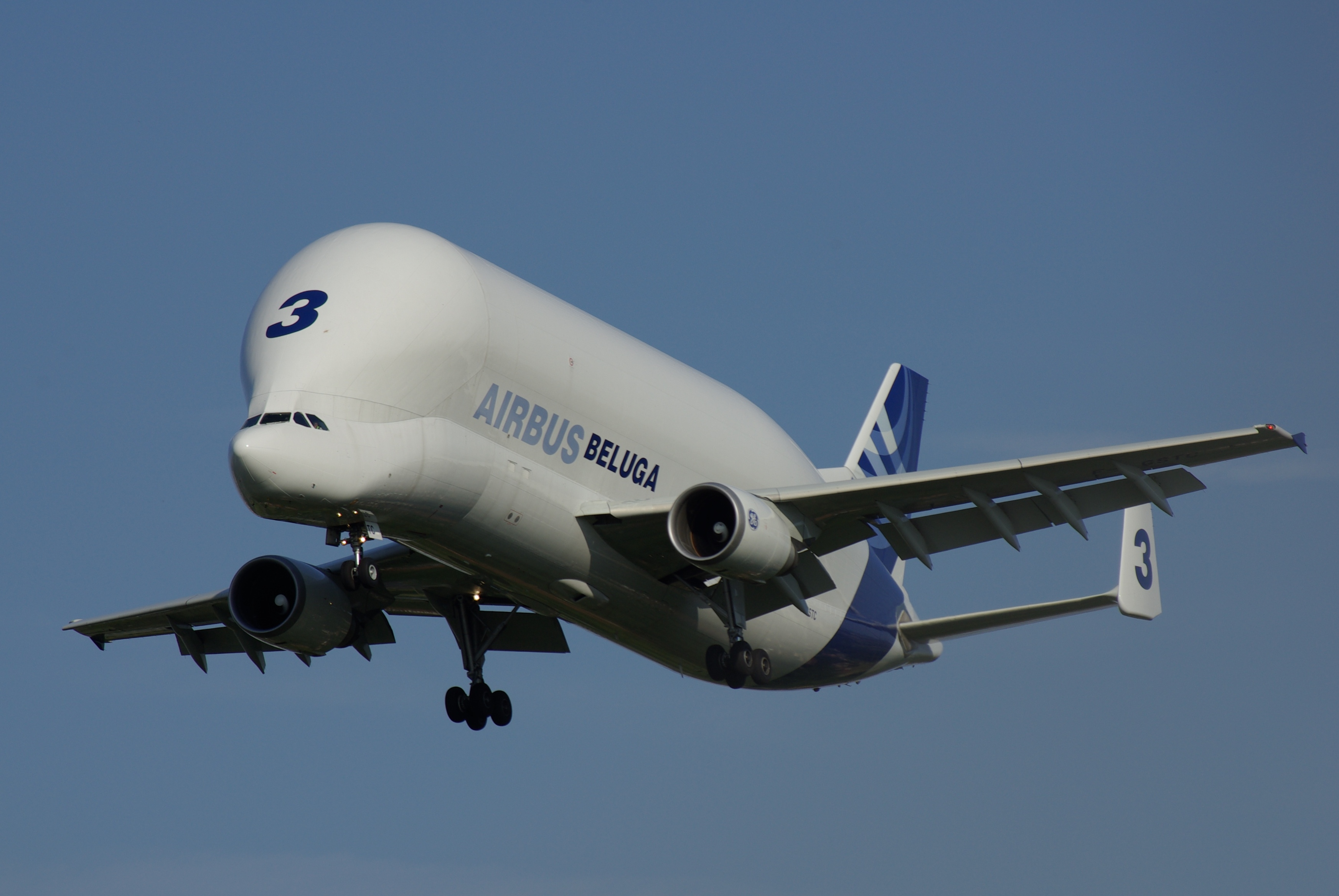
A300-600ST Beluga Núm. 3 aterrant a Tolosa de Llenguadoc

### Problemes de producció i retards en el lliurament

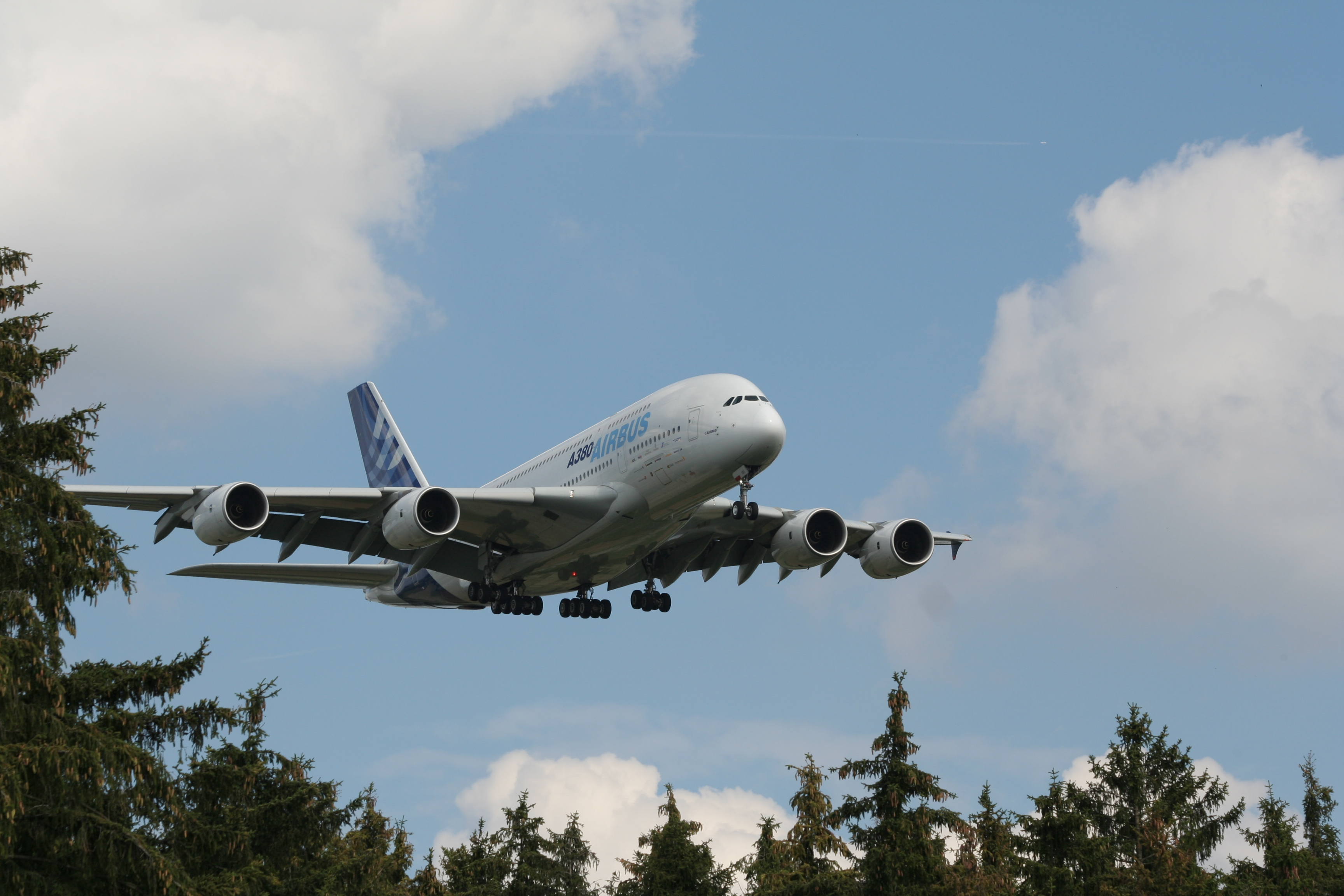
Airbus A380, sent encara propietat d'Airbus.

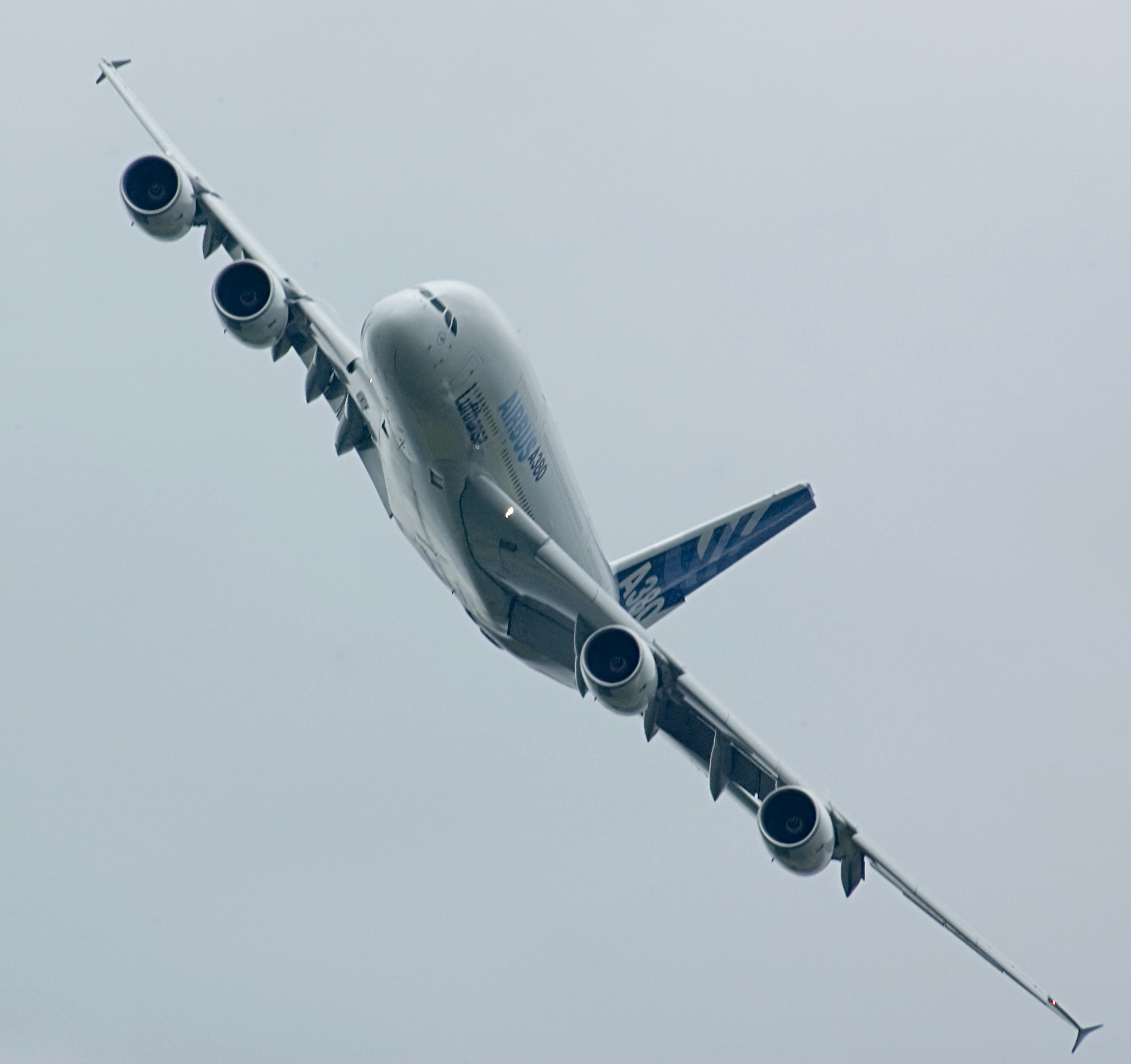
Airbus A380 en ple vol el maig de 2006

Quan es va iniciar la producció de l'A380, la companyia Airbus estava preocupada pels múltiples retards soferts durant la construcció de l'avió, atribuïts principalment als 500 km de cablejat que contenia cada aeronau, la qual cosa suposava una enorme complexitat tècnica, ja que cada avió contenia 100.000 cables i 40.300 connectors. A això calia sumar el concurrent disseny i l'alt grau de personalització que cada companyia havia exigit, a més de problemes en la gestió de la configuració i el control de canvis, doncs mentre les instal·lacions alemanyes i espanyoles d'Airbus usaven la versió 4 del programa informàtic CATIA, els francesos i anglesos havien passat a la versió 5. Aquests errors de fabricació van provocar problemes en la configuració electrònica, ja que en alguns casos s'havia usat alumini en lloc de coure conductor, la qual cosa dificultava les operacions del programari.
Airbus va anunciar a les companyies aèries el primer retard de sis mesos el juny de 2005. Aquest fet va reduir el nombre total de prop de 120 de lliuraments previstos per 2009 a menys de cent. El 13 de juny de 2006 es va anunciar un segon retard, aquesta vegada de sis a set mesos.
El primer lliurament era previst per la fi de 2006, nou avions més eren planejat per 2007 i s'esperva arribar a 70 lliuraments el 2009. Les constants demores i l'incompliment del calendari van portar Airbus i EADS a perdre un 26% del seu valor en borsa. El 3 d'octubre de 2006, el conseller delegat d'Airbus, Christian Streiff, va anunciar un tercer retard i una revisió del programa A380, a més d'una retallada en els ingressos esperats fins al 2010 de 4.800 milions d'euros, hagut de tant a la reestructuració pròpia i als retards com a les millores en les previsions de Boeing.
Moltes companyies aèries davant els retards, es van plantejar reduir les seves comandes, o bé substituir la compra de l'A380 per avions Boeing 747-8. Davant d'aquesta situació, Airbus va donar prioritat a la producció de les versions 800 (A380-800) i 800F (A380-800F) dels seus A380 davant d'altres models de la companyia.
Els treballs en la versió de càrrega de l'A380 van ser suspesos, però es va mantenir l'oferta, encara que sense fixar una data per a la posada en servei. Per a la versió de passatgers es va revisar –de nou– el calendari, afegint a més compensacions per les demores als tretze clients, els qui al seu torn, van mantenir totes les comandes originals, havent-hi fins i tot algunes que van augmentar la comanda original, com Emirates Airlines, Singapore Airlines, Air France o Qantas.
El primer A380, amb el redisseny del sistema de cablejat, va ser lliurat l'abril de 2008 amb una demora de tres mesos. El 13 de maig d'aquest mateix any, Airbus va anunciar la reducció dels lliuraments a dotze unitats el 2008 i vint-i-ú el 2009. Més tard la xifra de 21 unitats el 2009 va ser reduïda a catorze, de les quals finalment deu unitats van ser lliurades.

### Entrada en servei
|  |

El primer avió es va lliurar el 15 d'octubre de 2007 a Singapore Airlines, companyia amb la qual va entrar en servei el 25 d'octubre d'aquest mateix any, en un vol inaugural entre Singapur i Sydney. Els passatgers van comprar els bitllets en una subhasta benèfica, rondant el preu de cada passatge entre 560 i 100.380 dòlars. Dos mesos després el conseller delegat de Singapore Airlines, Choong Seng, va dir que els resultats obtinguts amb l'A380 eren els millors quant a despesa i rendibilitat de tota la seva flota.
Emirates Airlines va ser la segona aerolínia a rebre l'A380, el 28 de juliol de 2008, i va realitzar el seu vol inaugural entre Dubai i Nova York l'1 d'agost del mateix any. Qantas va ser la següent aerolínia a rebre l'aparell el 19 de setembre de 2008, posant-lo oficialment en servei amb un vol inaugural entre Melbourne i Los Angeles el 20 d'octubre de 2008. A final de 2008 ja havien volat en l'A380 890.000 viatgers en un total de 2.200 vols al llarg de 21.000 hores.
El febrer de 2009, l'A380 de Singapore Airlines va transportar al passatger «un milió». Air France va rebre la primera aeronau el 30 d'octubre de 2009, a l'aeroport francès Charles de Gaulle; Lufthansa el va rebre el 19 de maig de 2010. El juliol de 2010, els A380 en servei havien transportat ja a sis milions de clients en 17.000 vols a 20 destinacions internacionals. El juny de 2011, només els A380 d'Air France ja havien transportat a un milió de viatgers. El 26 de juny de 2013 s'entrega el primer A380 a British Airways sent la primera companyia del Regne Unit amb aquesta aeronau. Va entrar en servei el 24 de setembre operant en la línia de Los Angeles i el 22 d'octubre en la línia de Hong Kong.

#### Als Països Catalans
L'A380 va arribar als Països Catalans per primer cop el 19 d'octubre del 2010. El vol charter va sortir de l'Aeroport de Frankfurt a les 09:20 i va aterrar a l'Aeroport de Palma-Son Sant Joan les 11:20. Poc després es va enlairar a les 12:30 i aterrà a les 13:10 a l'Aeroport de Barcelona - el Prat.
El 24 de febrer del 2013 va aterrar el primer A380 en vol regular amb motiu del Mobile World Congress en els vols EK185 i EK186 (Dubai-Barcelona, Barcelona-Dubai) operats per Emirates. Aquesta ruta s'operava normalment amb un Boeing 777-300ER amb 360 places des del 3 de juliol del 2012.
A partir de l'1 de febrer del 2014 aquest Boeing 777-300ER va ser substituït per l'A380, degut al gran augment de la demanda en els vols compresos entre Dubai-Barcelona. Aquest canvi ha permès augmentar la capacitat total de passatgers en un 44%, amb 2.198 seients més per setmana. Aquest nou servei té una capacitat de 517 seients (14 suits privades en First Class, 76 seients-llits en Business Class i 427 seients en Economy Class).

### Operació en aeroports

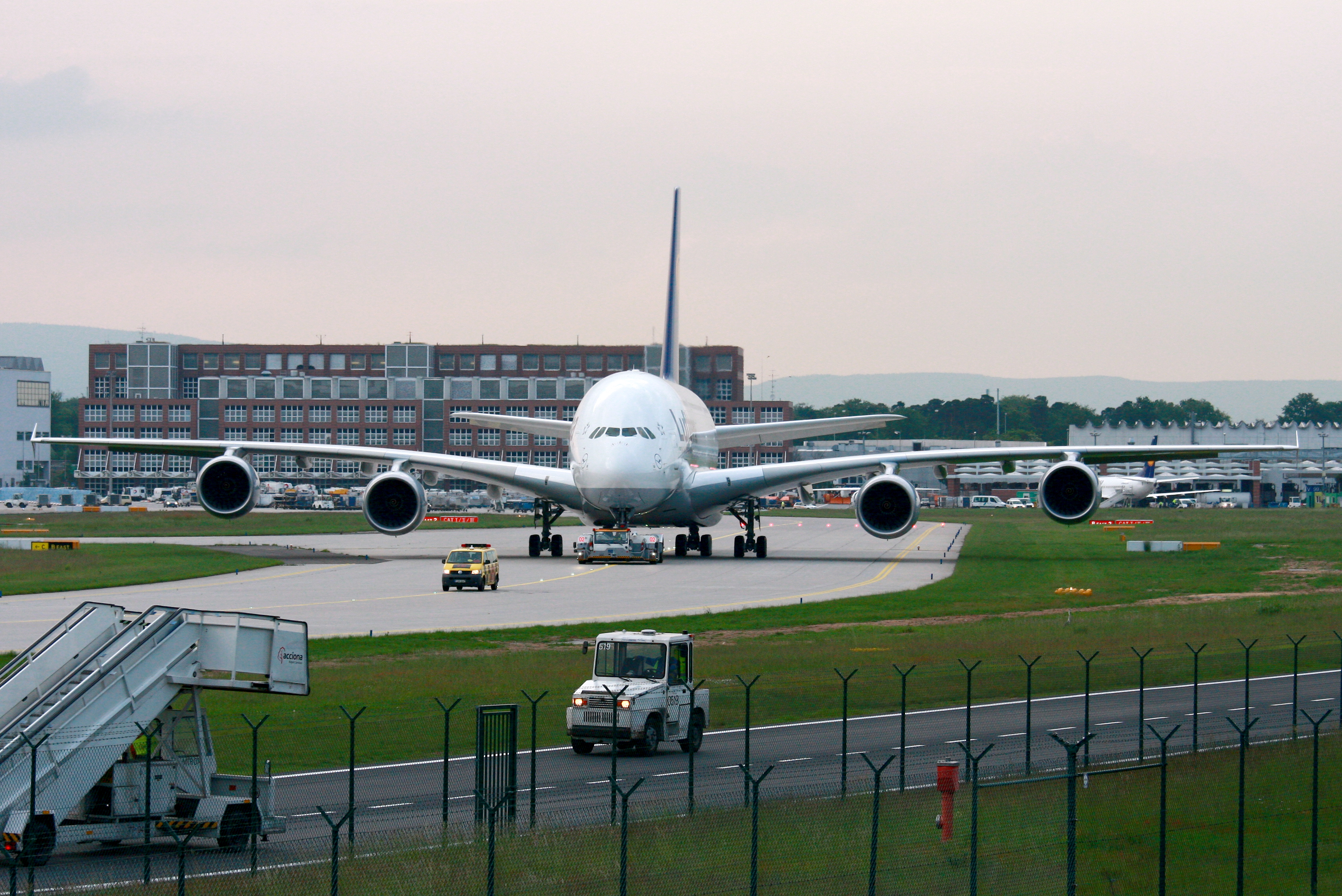
L'A380 va trobar en els seus inicis seriosos problemes i impediments a l'hora d'operar en determinats aeroports internacionals a causa de les seves insòlites dimensions.

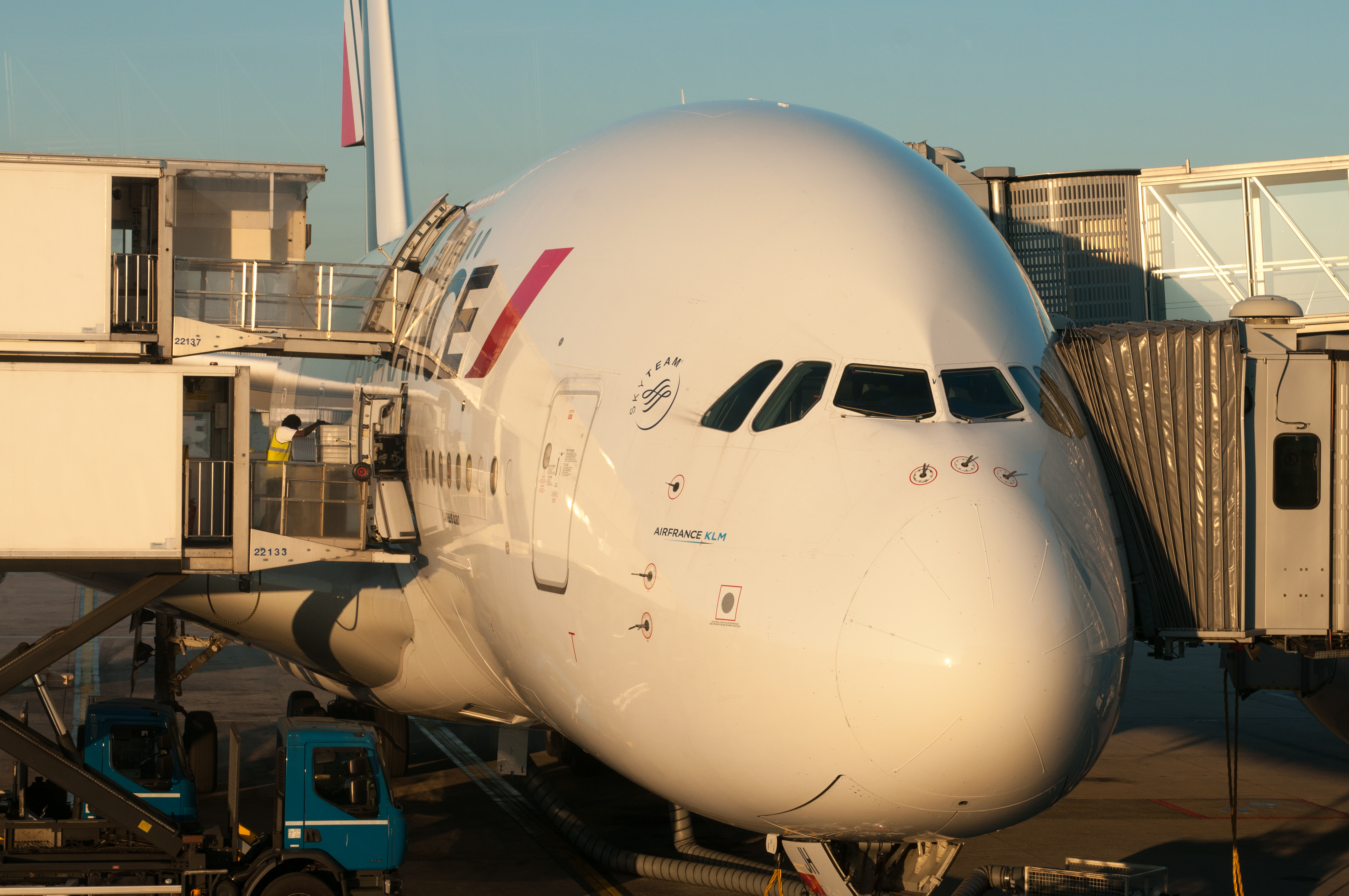
A380 al París Charles de Gaulle

L'Airbus A380 està englobat en la denominada lletra de clau F d'OACI, amb una envergadura compresa entre els 65 i els 80 metres (exclusive) i una amplària exterior entre rodes del tren d'aterratge principal des dels 14 fins als 16 metres (exclusive); i en la categoria DG –Design Group– nord-americà, la de major grandària de quantes aeronaus operen en aquest país. Precisament als Estats Units és on l'A380 va trobar més impediments a l'hora de poder realitzar les seves operacions, encara que en altres països, com Gran Bretanya, també va sofrir severs problemes.
L'Administració Federal d'Aviació (FAA) només va autoritzar en principi els aterratges i enlairaments de l'A380 en pistes de 60 metres d'ample, quan la gran majoria de les pistes en aeroports nord-americans té una amplada de 45, aptes per rebre el Boeing 747. Quant a les pistes de rodatge o carreteig –taxiways–, els avions de la classe DG VI han de fer-ho per pistes de 30,5 metres d'amplària, però Airbus va comunicar que equiparia als seus avions amb una càmera per a la rodadura (TCS) per ajudar la tripulació en aquesta fase i reduir a 22,9 metres l'amplària de pista necessària. Quant a la velocitat de carreteig, l'avió no pot sobrepassar els 24 km/h.
D'igual manera, l'FAA va proposar que quan un A380 estigui rodant en una pista paral·lela a una altra pista, aquesta es tanqui mentre duri el seu pas. Això hagués ocasionat grans problemes a l'hora de gestionar el ja sobrecongestionat espai aeri nord-americà. De manera similar, quan un A380 s'enlairi o aterri, no podria haver-hi cap altre avió que fa la rodadura en una pista adjacent. Finalment, en condicions de baixa visibilitat, durant l'aterratge i enlairament de l'avió, no podria haver-hi un altre avió a menys de 915 metres de la capçalera de pista i en condicions de Categoria II i III, a 1.220 m. No obstant això, l'FAA i l'EASA van autoritzar el juliol de 2007 al fet que l'Airbus A380 operés en pistes de 45 metres d'ample sense restriccions.
A Espanya, Aena té definits uns sobres d'estacionament, en anglès coneguts com a Aircraft Safety Area (ASA), segons les dimensions de les aeronaus. Fins a l'arribada de l'A380, la major posició d'estacionament era la Tipus I, pensada per l'Airbus A340 i pel Boeing 747; no obstant això, per l'A380 s'ha creat la Tipus 0, amb una profunditat similar a la de Tipus I, però de major amplària.

## Disseny

### Cabina de comandament

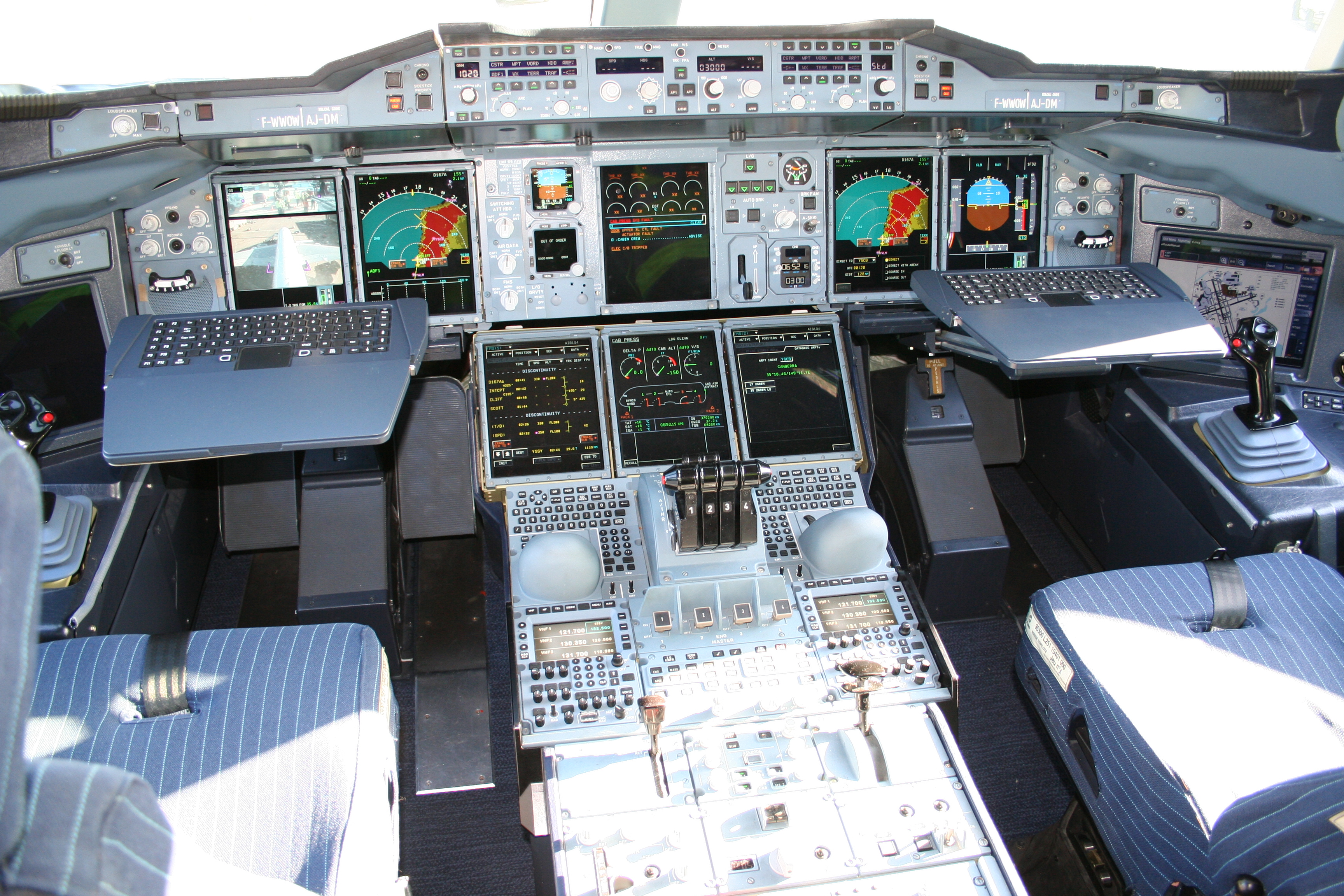
Coberta de vol d'un A380

Airbus va utilitzar en l'A380 característiques de pilotatge, procediment i disposició de la cabina similars a les d'altres avions de la companyia per reduir costos de formació de la tripulació; així, la cabina és similar a la d'altres avions d'Airbus, encara se li han incorporat diverses millores. L'A380 compta amb una avançada cabina de vidre i un nou sistema de control per senyals elèctrics amb palanca de control lateral. Disposa de vuit pantalles de cristall líquid de 15 × 20 cm, físicament idèntiques i permutables; aquestes comprenen dues pantalles de vol principal, dues pantalles de navegació, una pantalla de paràmetres dels motors, una pantalla del sistema i dos pantalles multifunció (MFD). Les MFD són noves en l'A380 i proporcionen una interfície de maneig senzill amb el sistema de gestió de vol –reemplaçant tres unitats de visualització i control multifunció. En la cabina s'inclouen teclats QWERTY i ratolins de bola, per interaccionar amb un sistema de navegació de visualització gràfica. En general, la cabina és més espaiosa que les seves homòlogues de la resta dels avions de fuselatge ample.

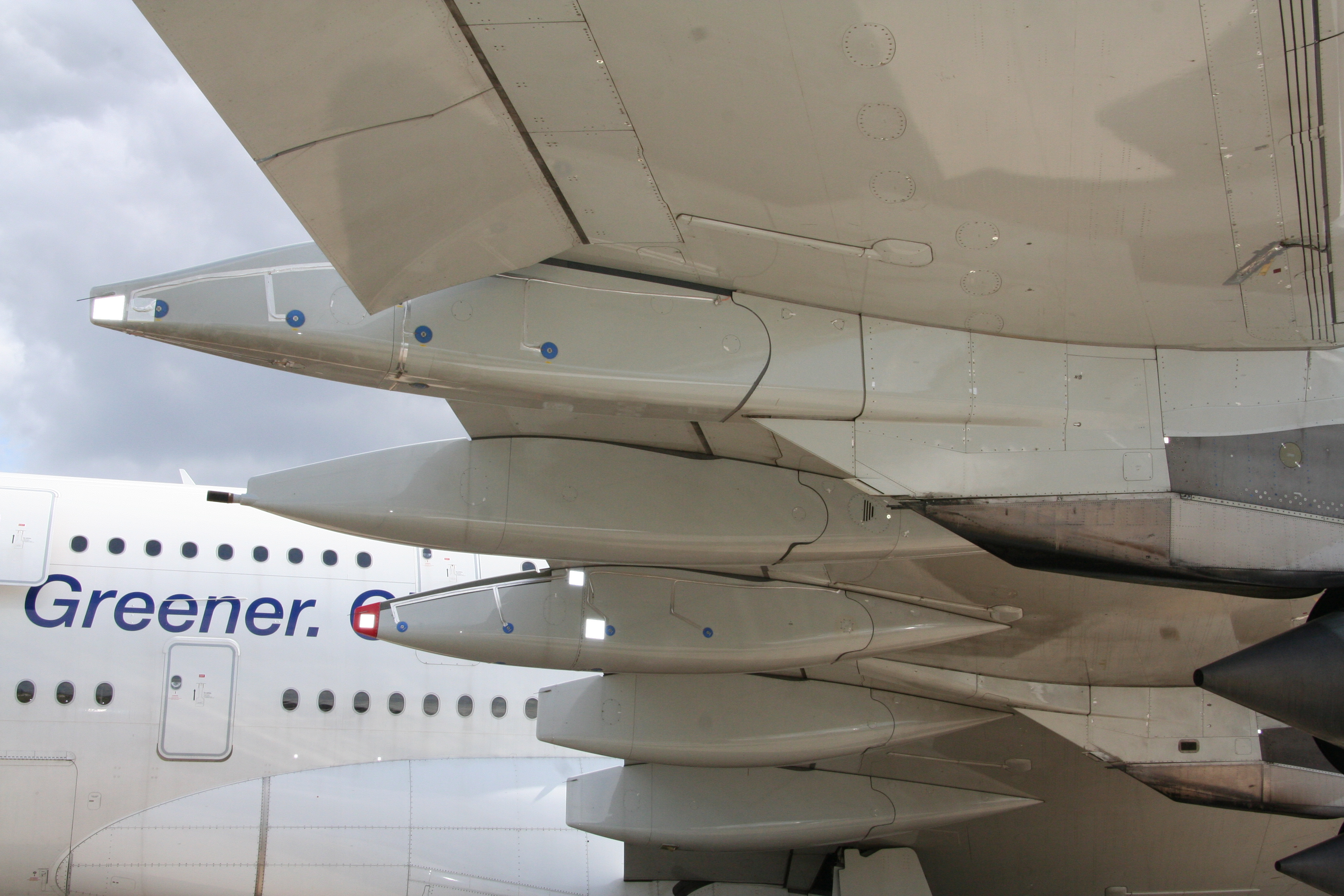
Part inferior de l'ala de l'A380
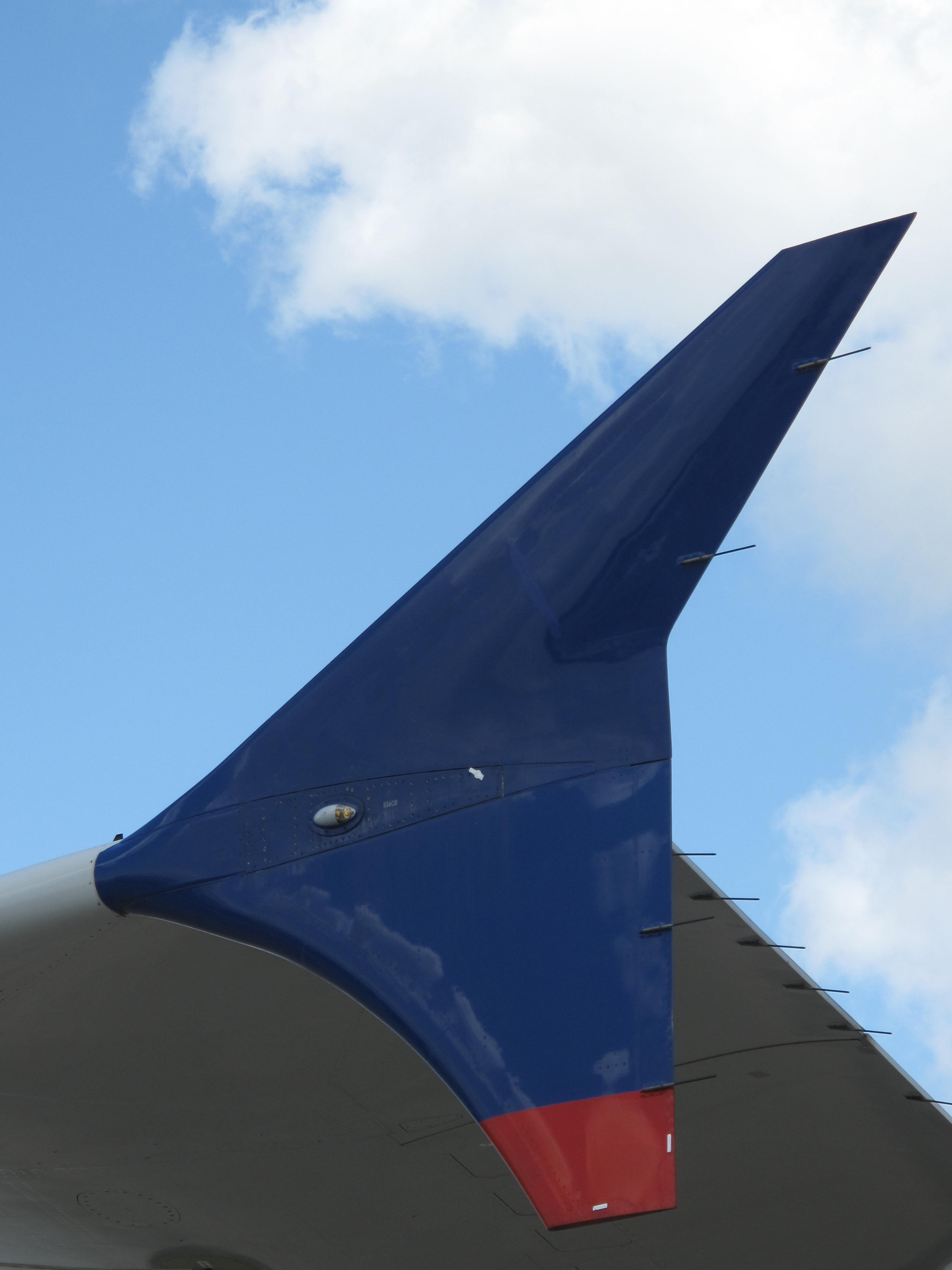
Aleta de punta alar d'un A380

### Ales
Les ales es componen fonamentalment de fibra de carboni i alumini. Tenen una grandària suficient per poder enlairar-se amb un màxim de 650 tones, amb la finalitat que no sigui necessari canviar el disseny de les ales en futures versions, com l'A380-900. El 2011, Airbus va calcular que la grandària de l'aeronau, sumat a la tecnologia de construcció, oferiria un cost per operacions molt més reduït que el seu competidor, el Boeing 747 i les seves variants.
L'A380 també empra les mateixes aletes de punta alar dels models A310 i A320 per a evitar turbulències i augmentar l'eficiència en el consum de combustible, així com el rendiment. És en les ales on té els seus dipòsits de combustible, amb una capacitat de 310.000 litres.

### Motors
| Versions A380 | Motors utilitzats |
| ------------- | ----------------- |
| A380-841      | Trent 970         |
| A380-842      | Trent 972         |
| A380-843F     | Trent 977         |
| A380-843F     | Trent 980         |
| A380-861      | GP7270            |
| A380-863F     | GP7277            |

L'A380 està equipat amb quatre motors turboventiladors en les góndoles subalars, però només dos estan proveïts d'inversors d'impuls. El client té la possibilitat de triar entre dos tipus de motors: el Rolls-Royce Trent 900 que munten les versions A380-841, -842 i -843F; o l'Engine Alliance GP7000 que munten les versions A380-861 i -863F. Amb un empenyiment d'entre 310 i 360 kN cadascun, són els motors més eficients desenvolupats per a un avió quadrireactor. El diàmetre dels motors és de 2,95 metres, i aspiren una tona i mitja d'aire per segon.
El Trent 900 és un model derivat del Trent 800, i el GP7000 té els seus orígens en el General Electric GE90 i el Pratt & Whitney PW4000. El nucli del Trent 900 és una versió escalada del Trent 500, però incorpora la tecnologia de ventilador amb àleps en fletxa del Trent 8104 (model no desenvolupat). El GP7200 té un nucli derivat del GE90 i el ventilador i la turbomaquinària de baixa pressió del PW4090.
Els motors produïts per Engine Alliance són fabricats a Middletown, a l'estat de Connecticut (Estats Units). Fins ara són Air France, Emirates Airlines, FedEx, ILFC i Korean Air les companyies que han escollit el GP7200 en lloc del britànic Trent 900.
La reducció del soroll va ser un important requisit en el disseny de l'A380, i va afectar molt el desenvolupament dels motors. Tots dos tipus de motors permeten que l'avió compleixi amb els límits de soroll QC/2 en l'enlairament i QC/0.5 en l'aterratge sobre la base del sistema Quota Count establert per l'Aeroport Heathrow de Londres, una de les principals destinacions de l'Airbus A380.
Un dels reptes de l'A380 va ser demostrar la viabilitat de l'ús de combustible sintètic combinat en els avions comercials. L'1 de febrer de 2008 va realitzar un vol de prova de tres hores entre Gran Bretanya i França utilitzant com a combustible en un dels seus quatre motors una barreja de querosè estàndard d'aviació en un 60% i un 40% d'un derivat del gas natural denominat GTL. El motor no va necessitar cap modificació per poder usar el GTL. Sebastien Remy, cap del programa de combustible alternatiu d'Airbus, va dir que aquest nou combustible no és més net quant a emissions de diòxid de carboni que els combustibles normals però té beneficis en la qualitat de l'aire perquè no conté sofre.

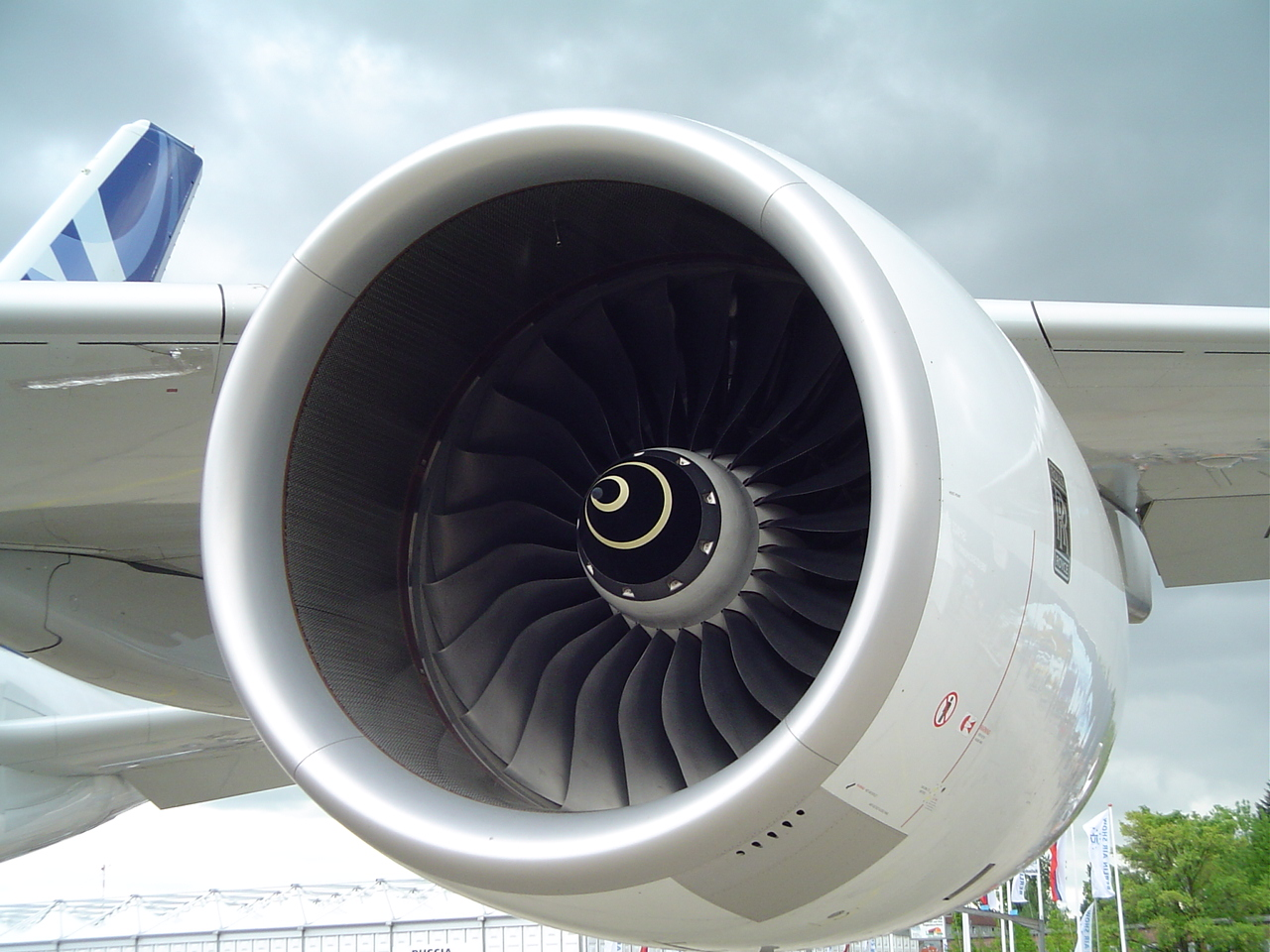
Vista d'un motor Trent 900 en l'ala d'un A380
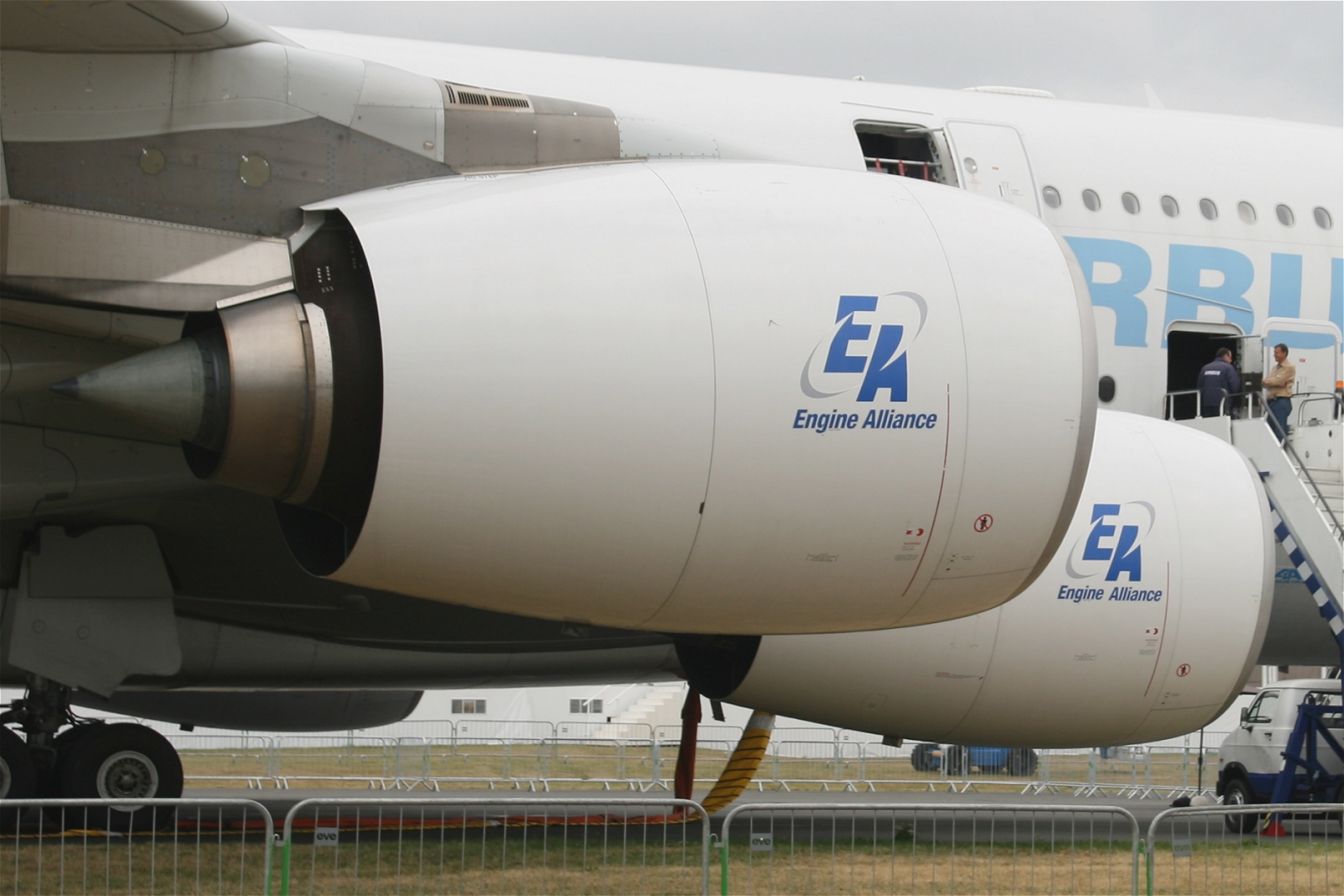
Dos GP7270 muntats en un A380

### Materials especials

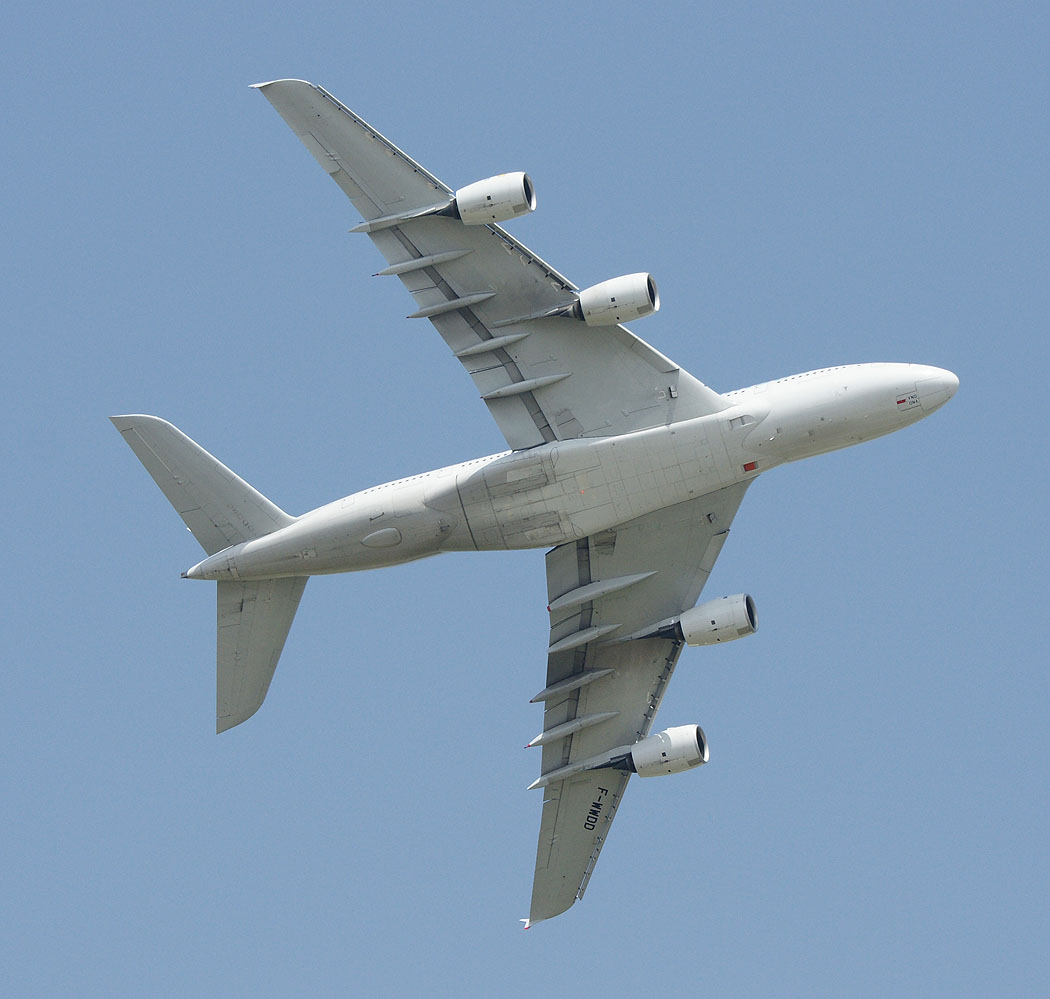
Vista inferior d'un A380

Mentre que la majoria del fuselatge és d'alumini, els materials compostos representen més del 20% de tota l'estructura de l'A380. Els plàstics reforçats amb fibra de carboni, fibra de vidre o fibra de quars són àmpliament utilitzats en les ales, el tren d'aterratge, la secció posterior del fuselatge, les superfícies de la cua i en les portes. L'A380 és el primer avió de línia comercial a tenir un calaix d'ala central fet de plàstic reforçat amb fibra de carboni. I també el primer a tenir una secció transversal de l'ala contínua, que optimitza l'eficiència aerodinàmica, ja que les ales d'altres avions comercials estan dividides en seccions al llarg de la seva envergadura. En els bords d'atac dels slats utilitza compostos termoplàstics. Un dels nous materials que incorpora és el vidre reforçat o GLARE, que és utilitzat en la part superior del fuselatge i en les vores d'atac dels estabilitzadors. Aquest laminatge de fibra de vidre i alumini és més lleuger i té una major resistència a la corrosió i als impactes que els aliatges d'alumini convencionals usats en aviació. A diferència dels primers materials compostos, aquests poden ser reparats usant tècniques de reparació d'alumini convencionals. També incorpora nous aliatges d'alumini soldables que permeten l'ús generalitzat de tècniques de fabricació de soldadura per raig làser –eliminant les fileres de reblons i donant per resultat una estructura més lleugera però més forta i resistent.

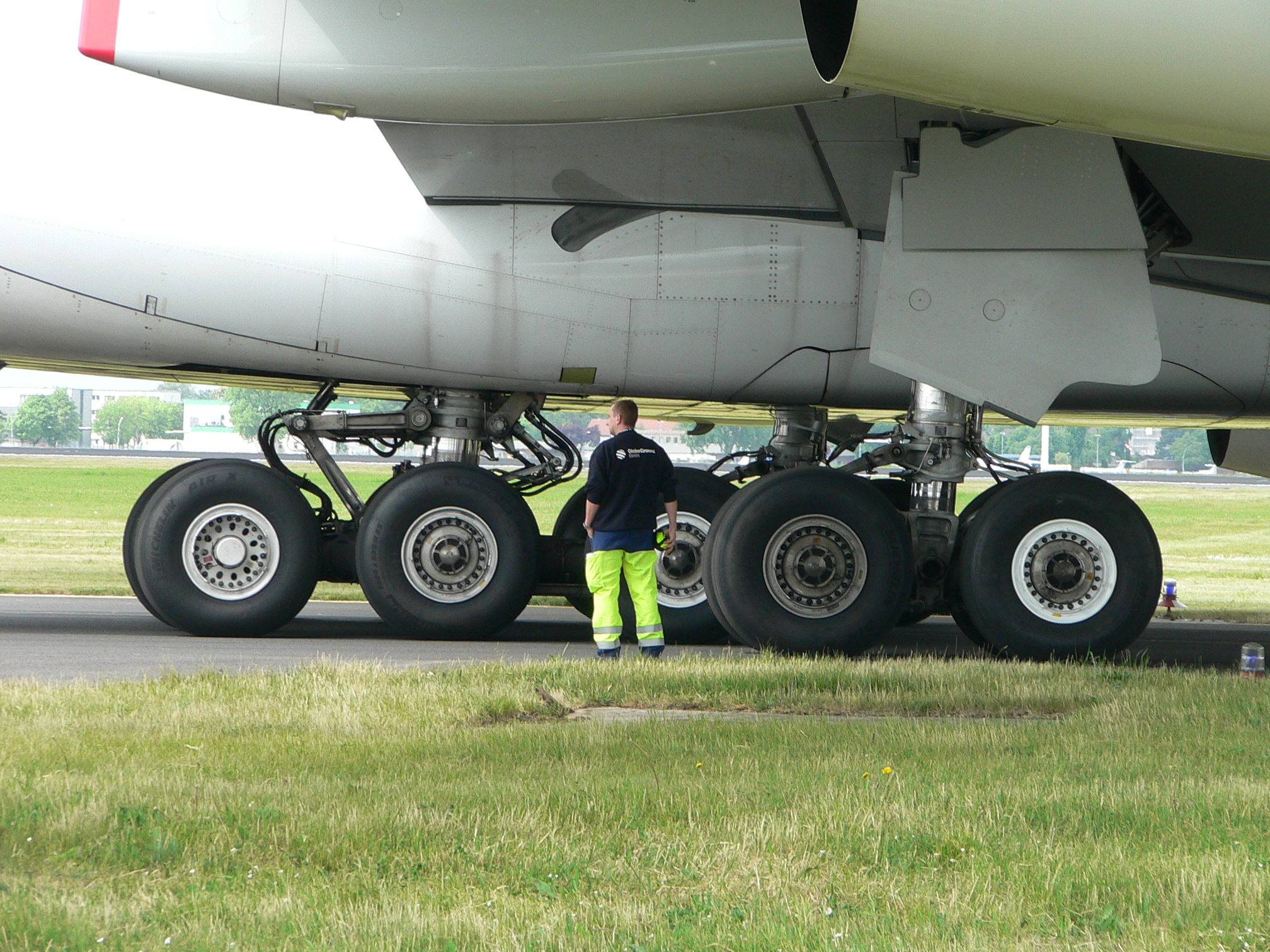
Tren d'aterratge principal de l'A380
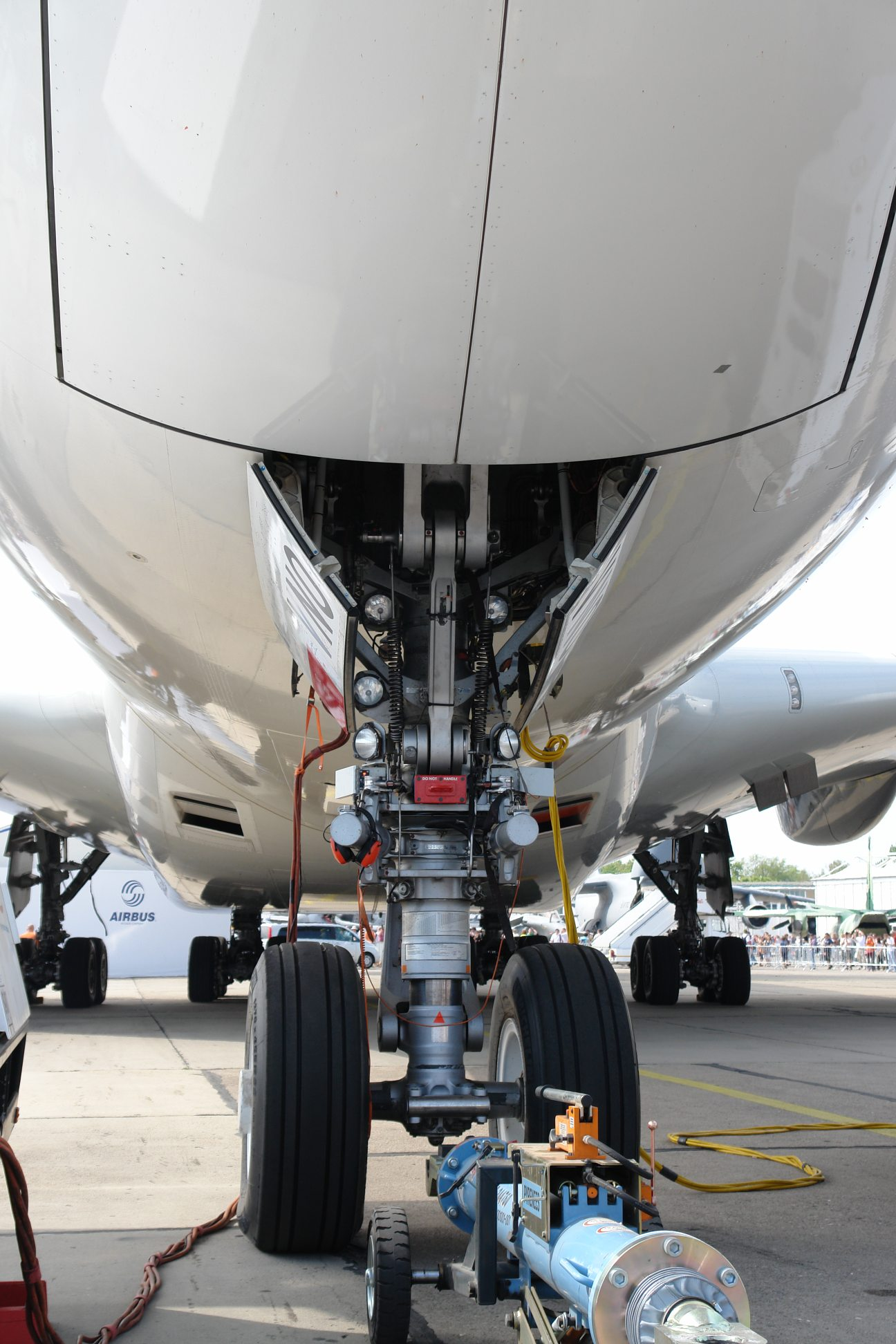
Tren davanter

### Disposició dels passatgers en l'avió

Configuració de tres classes que totalitzen un total de 519 seients.

Entre les noves característiques de l'aeronau destaca la major àrea de la cabina, amb un 50% més d'espai que el 747-400; a més l'A380 produeix un 50% menys de soroll que l'avió de Boeing i disposa d'un interior amb compartiments de càrrega més grans que els seus antecessors, majors finestres i 60 cm més d'altura.

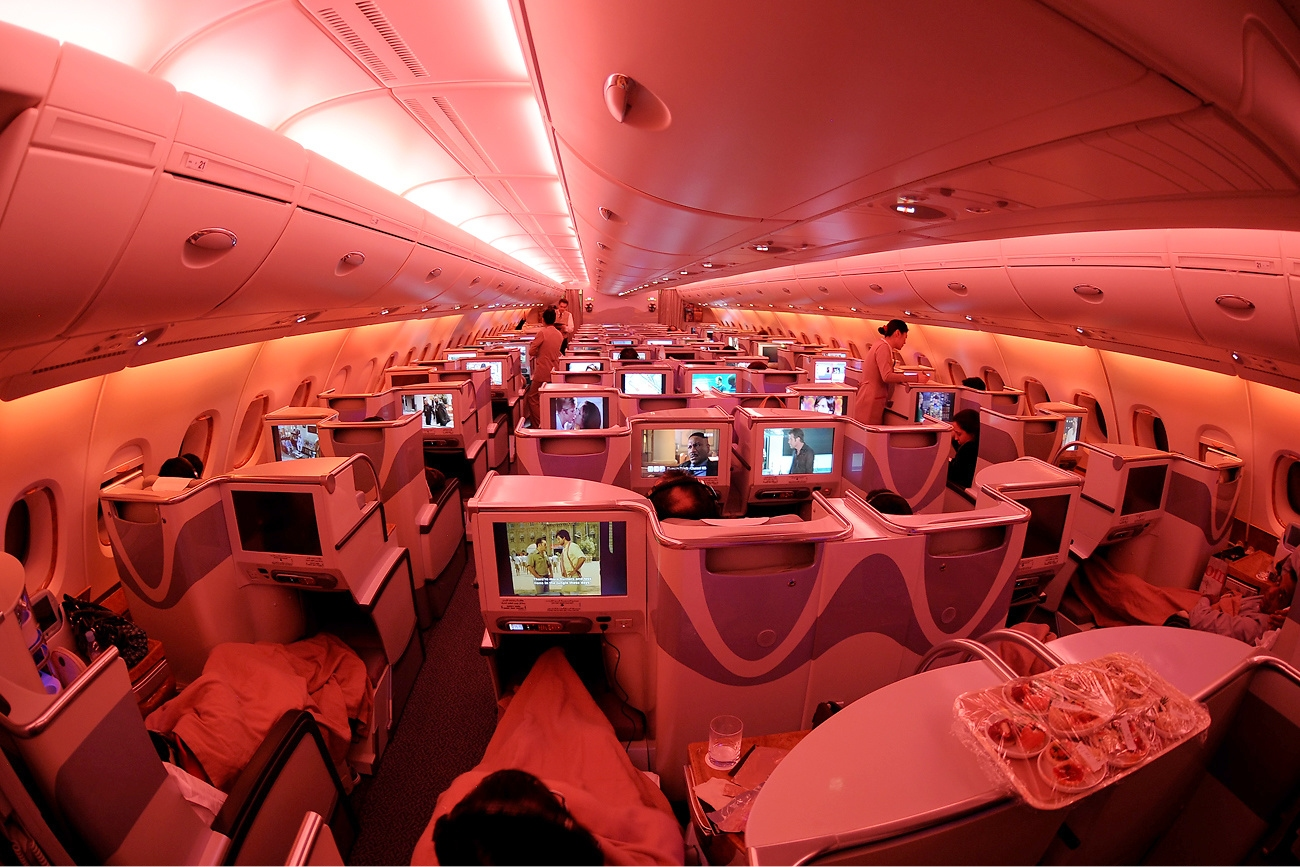
Interior d'un A380 propietat d'Emirates Airlines en primera classe (business)

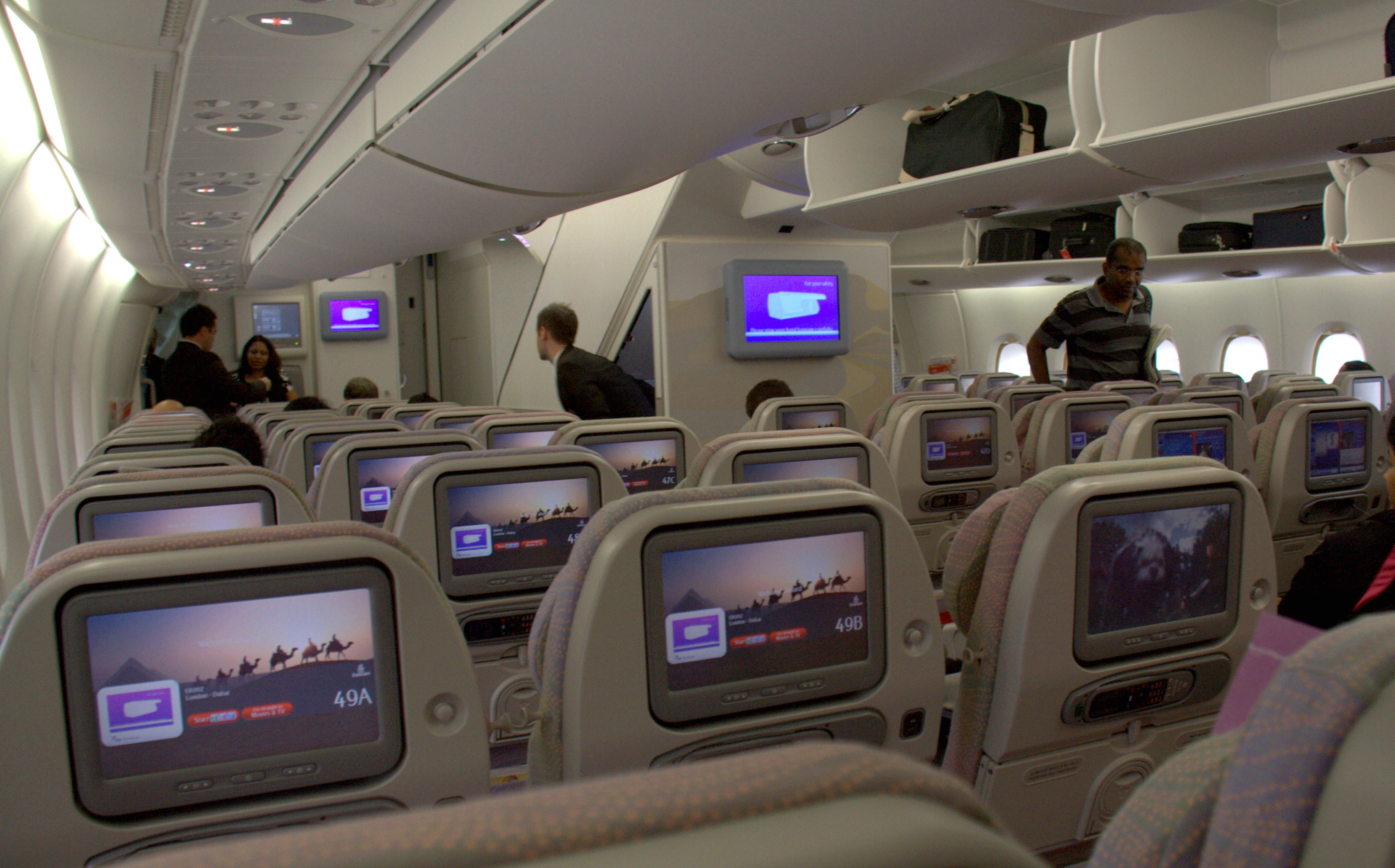
A380 de la companyia Emirates Airlines, classe turista

L'àmplia cabina de l'A380 permet que els seients en classe turista puguin arribar fins als 48 cm d'ample, 4 cm més que el seu competidor, el Boeing 747-400 L'interior de l'A380 pot configurar-se d'onze maneres diferents que Airbus personalitza segons les exigències del comprador; la capacitat màxima certificada és de 853 passatgers en una hipotètica configuració amb una sola classe, la turista. Una configuració típica de tres classes pot allotjar 525 passatgers, que es reparteixen de la següent manera: 10 persones en classe de negocis o business, 76 en primera classe i 439 passatgers en classe turista. Depenent de la configuració aplicada, l'A380 pot allotjar entre 407 passatgers (com és el cas dels avions de Korean Air). i 840 passatgers (el cas de la configuració escollida per Air Austral).
L'A380 compta amb dos pisos, units per dues escales, una en la popa i una altra en la proa. L'ample de les cabines permet acomodar a dos passatgers en els laterals de cada costat, a més de permetre múltiples configuracions en els propis seients. Alguns operadors que tenen els seus avions amb la configuració de tres classes han desenvolupat serveis especials a bord, com per exemple cabines privades, llits sortints i reclinables o salons.
La publicitat inicial d'Airbus va fer un gran recalcament en la comoditat i l'espai del que gaudiria l'A380, amb instal·lacions addicionals com a zones de descans, bars o botigues. Air France ha instal·lat en un dels seus A380, una galeria d'art electrònic per als passatgers de primera classe i business. Singapore Airlines ofereix dotze suites en un del seus A380, tots amb llit de gran grandària, escriptori i armari personal; quatre d'aquestes suites tenen parets que es poden llevar. Emirates Airlines també ha configurat alguns dels seus avions amb catorze suites privades, equipades amb dutxa i spa; els seus avions també estan equipats amb salons de reunions, sofàs i bars a la classe de negocis (business).
Korean Air o Qantas tenen previst fer canvis en els seus avions A380.
Cada avió és personalitzat segons les exigències de cada aerolínia, la qual cosa ralenteix significativament la velocitat de producció i augmenta els costos; per exemple en un dels A380 de Qantas hi ha sis bars d'autoservei (quatre en el pis inferior i dos en el superior) i una sala de reunions (en primera classe i business). Virgin Atlantic Airways té previst instal·lar bars, llits de gran grandària, casino i fins i tot un gimnàs en el seu A380.

### Aviònica
L'A380 empra aviònica modular integrada (IMA), un tipus d'arquitectura abans només usada en avions militars avançats com els F-22 Raptor, F-35 Lightning II, i Dassault Rafale. L'equip IMA va ser dissenyat i desenvolupat conjuntament per Airbus, Thales i Diehl Aerospace –el grup Thales es va encarregar dels sistemes principals–, Aquest equip és utilitzat per primera vegada en l'A380, i suposa una innovació tecnològica en l'aviació comercial, amb mòduls d'ordinadors connectats en xarxa que suporten diferents aplicacions.

### Sistemes
Per primera vegada en la història de l'aviació civil, l'administració bàsica de tots els sistemes (hidràulic, motors, elèctrics...) són controlats per un sistema de control de vol automatitzat. En el cas dels sistemes hidràulic i elèctric són independents. Aquests sistemes controlen algunes parts de les ales (flaps i slats), els alerons i el timó.
El sistema hidràulic de 350 bar és una nova versió del típic sistema hidràulic que es troba en la majoria d'avions, de 210 bar. Aquest sistema era usat normalment en avions militars, ja que aquest tipus de sistema permet reduir la grandària de canonades i altres components que redueixen el pes total. Les pressió del sistema és exercida per 8 bombes hidràuliques.
Les canonades es fan normalment de titani i són part essencial de la refrigeració de l'aire de l'aeronau i el sistema de regulació de la temperatura del motor. L'arquitectura del sistema hidràulic difereix considerablement dels sistemes estàndard de la majoria dels avions. Existeixen sistemes hidràulics autònoms impulsats elèctricament que serveixen com a reserva en cas de problemes en els sistemes principals, la qual cosa estalvia pes i costos de manteniment. L'A380 utilitza quatre generadors elèctrics de 150 kVA. L'A380 utilitza cables d'alumini en lloc de coure per a la reducció de pes. El sistema elèctric està totalment informatitzat i molts interruptors han estat substituïts per dispositius que ajuden a una rebaixa extra del pes de l'aeronau i un millor rendiment i fiabilitat. L'A380 compta amb un sistema d'il·luminació sense bulbs. S'empren bombetes LED en la il·luminació de la cabina, la zona de càrrega i altres àrees del fuselatge. Per a la il·luminació exterior s'utilitzen bombetes blanques de gran potència lumínica.

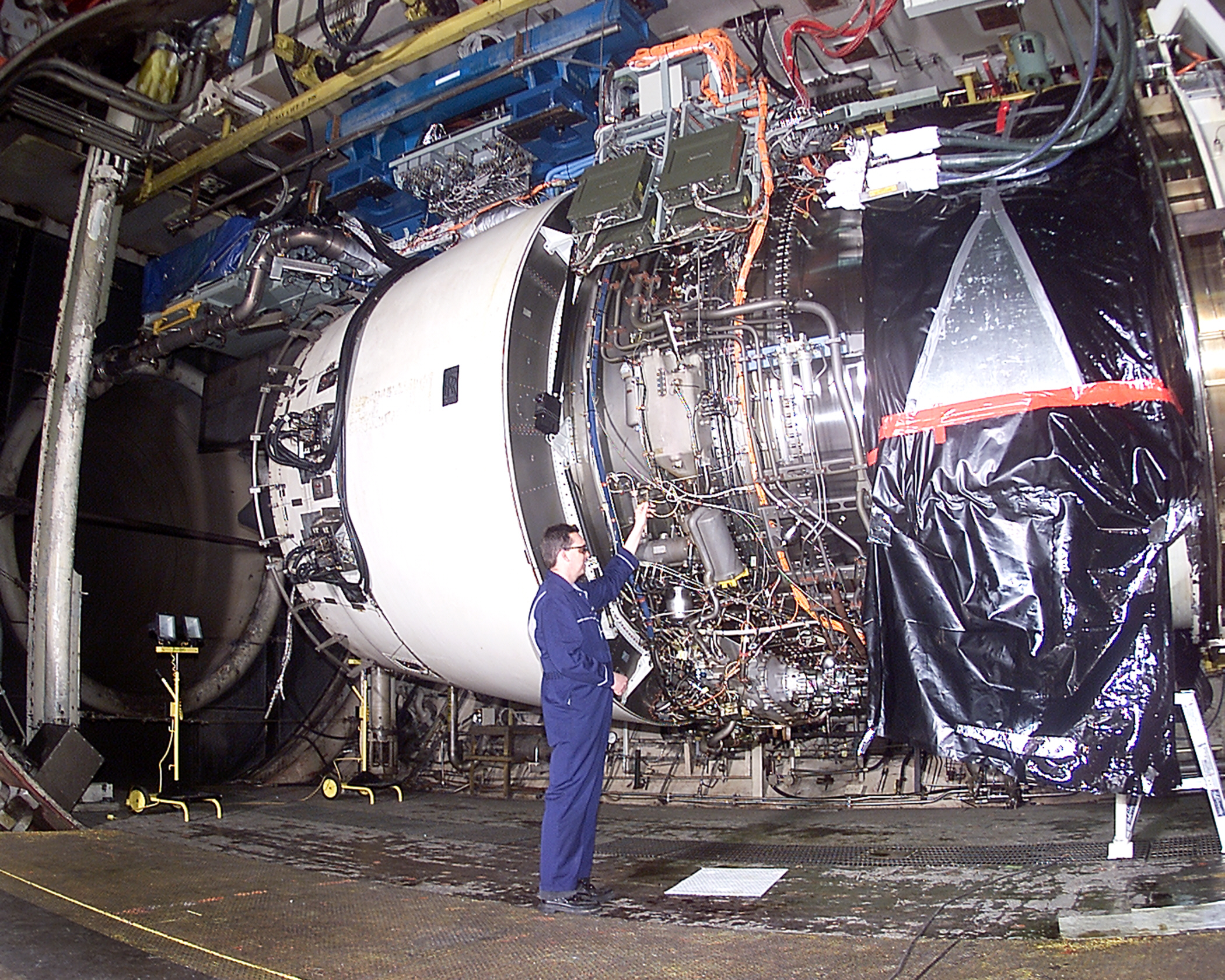
Un motor Trent 900 en proves
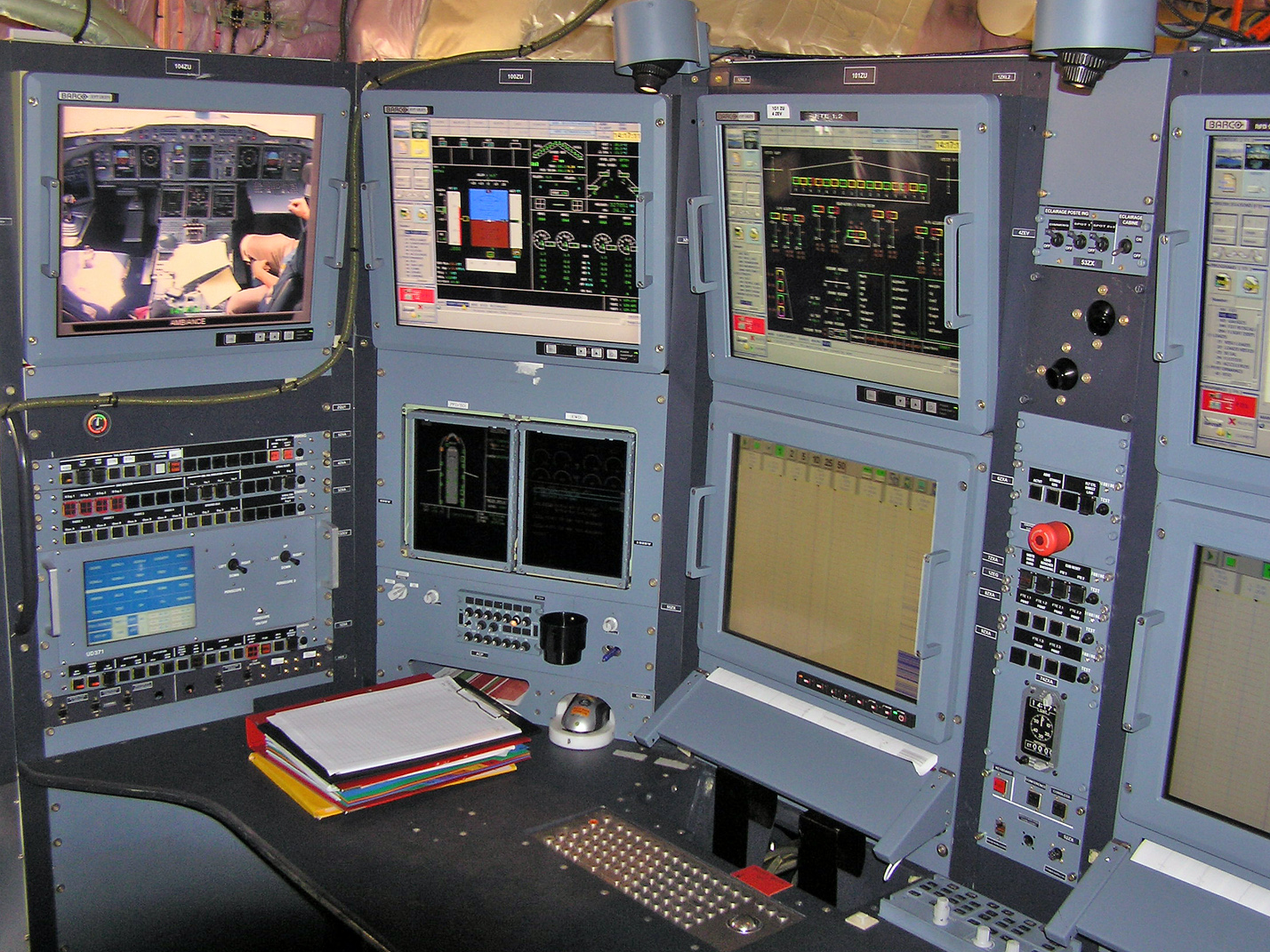
Simulació d'un panell de proves de vol a la Fira Aeronàutica de Farnborough el 2006

#### Sistemes d'aire condicionat
L'A380 té dos aparells d'aire condicionat (PACK), anomenats unitats de generació d'aire (UGA). Compten amb un disseny senzill i simplificat i el seu rendiment és d'uns 450 kW, assolint a l'interior de l'avió un flux d'aire de 2,5 a 2,7 kg/s. L'aire és reemplaçat cada tres minuts per aire fresc.

#### Sistemes de combustible
Aquest sistema es dedica a l'administració i el control del combustible en cada tanc de l'avió. Controla la transferència i la quantitat de querosè; és capaç d'organitzar de manera autònoma la distribució del combustible de tota l'aeronau, distribuint així el pes en les ales segons convingui. Els tancs de combustible estan acoblats a la superestructura de l'avió; els tancs es troben a les ales, menys el tanc d'emergència, localitzat en els plans de cua. Els tancs de transferència tenen l'objectiu de distribuir el combustible mitjançant un bombament que es realitza de manera automàtica als tancs d'alimentació; aquests tancs subministren el combustible necessari als motors i tenen una capacitat de 1000 litres.

#### Unitat d'energia auxiliar

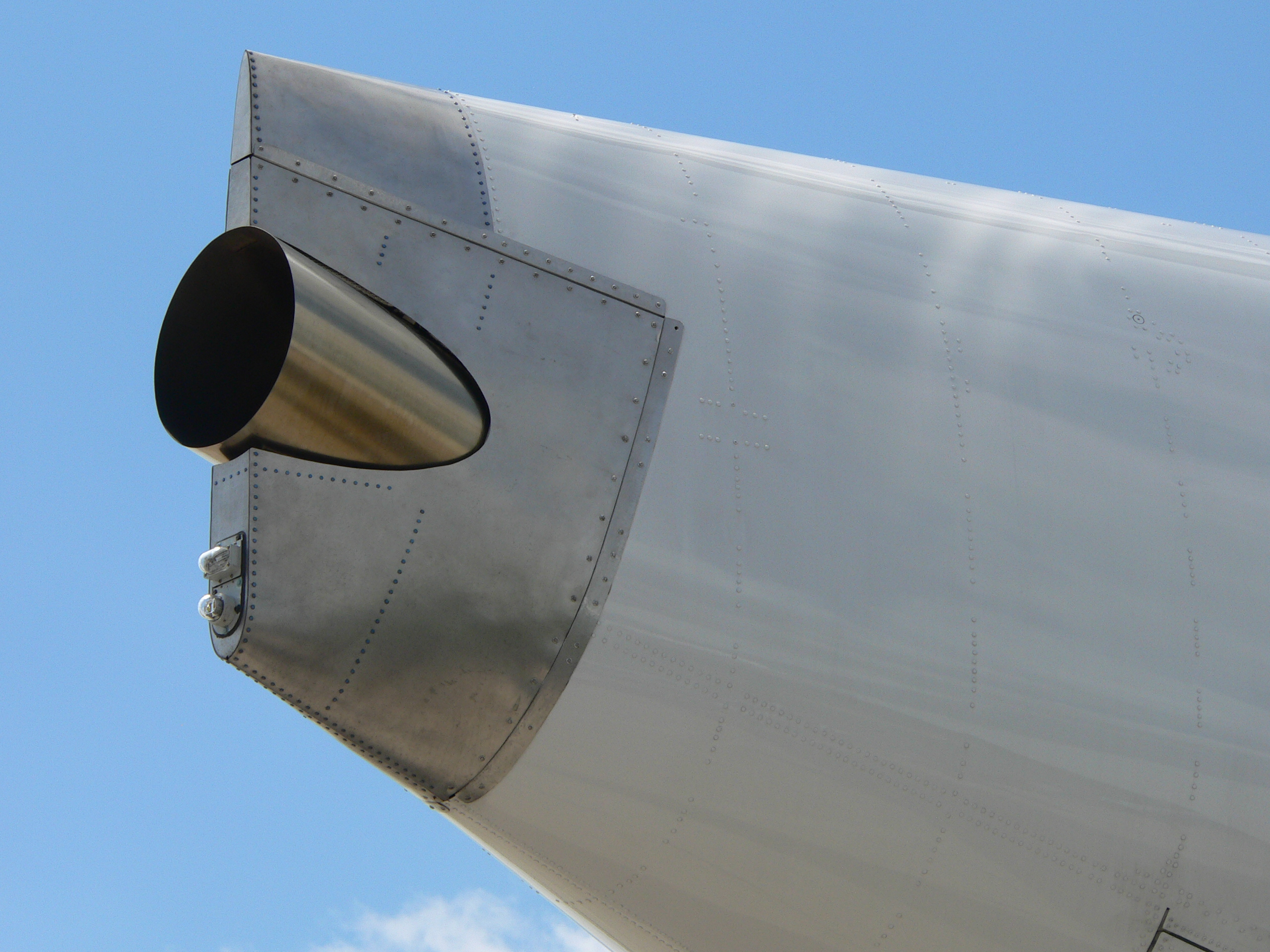
APU situada al final de la cua d'un A380

L'A380 està equipat amb una unitat d'energia auxiliar (en anglès «Auxiliary power unit», APU) fabricada per les empreses Pratt & Whitney Canada i Hamilton Sundstrand; la primera s'encarrega de la fabricació de la turbina, mentre que Hamilton Sundstrand és responsable de la fabricació del sistema elèctric.
L'APU es localitza en la part posterior del fuselatge; s'utilitza per subministrar energia per a tots els sistemes (hidràulic, elèctric, etc.) quan els motors principals estan apagats. Aquesta unitat té 1.300 kW, la qual cosa el converteix en el sistema auxiliar aeronàutic més potent, un 20 % més potent del normal; així mateix ofereix 900 kW d'energia pneumàtica i pot tenir una potència total d'1,3 MW, suficient per poder alimentar tot el sistema. L'avió i el propi sistema poden ser connectats a sistemes estacionaris dels aeroports per a transmissions de potència.

## Variants

### A380-700
Amb el llançament de l'Airbus A380, Airbus va voler centrar-se en l'expansió de línia d'aquest producte, donant lloc a nombroses variables, algunes encara en desenvolupament. L'A380-700, anteriorment conegut com a A3XX-50R, és una variant més petita que la versió estàndard del model, l'A380-800. Fa 67,9 metres de llarg, una mica més curt que l'A380-800. Amb un màxim de 481 passatgers i un abast màxim d'al voltant de 16.200 quilòmetres se situaria per les seves característiques entre l'A380-800 i el Boeing 747. Cap companyia aèria s'ha interessat de moment a adquirir el model entre d'altres per trobar-se en el mateix segment de mercat que el 747 i tenir uns costos estructurals molt més elevats.

### A380-800 (millores)

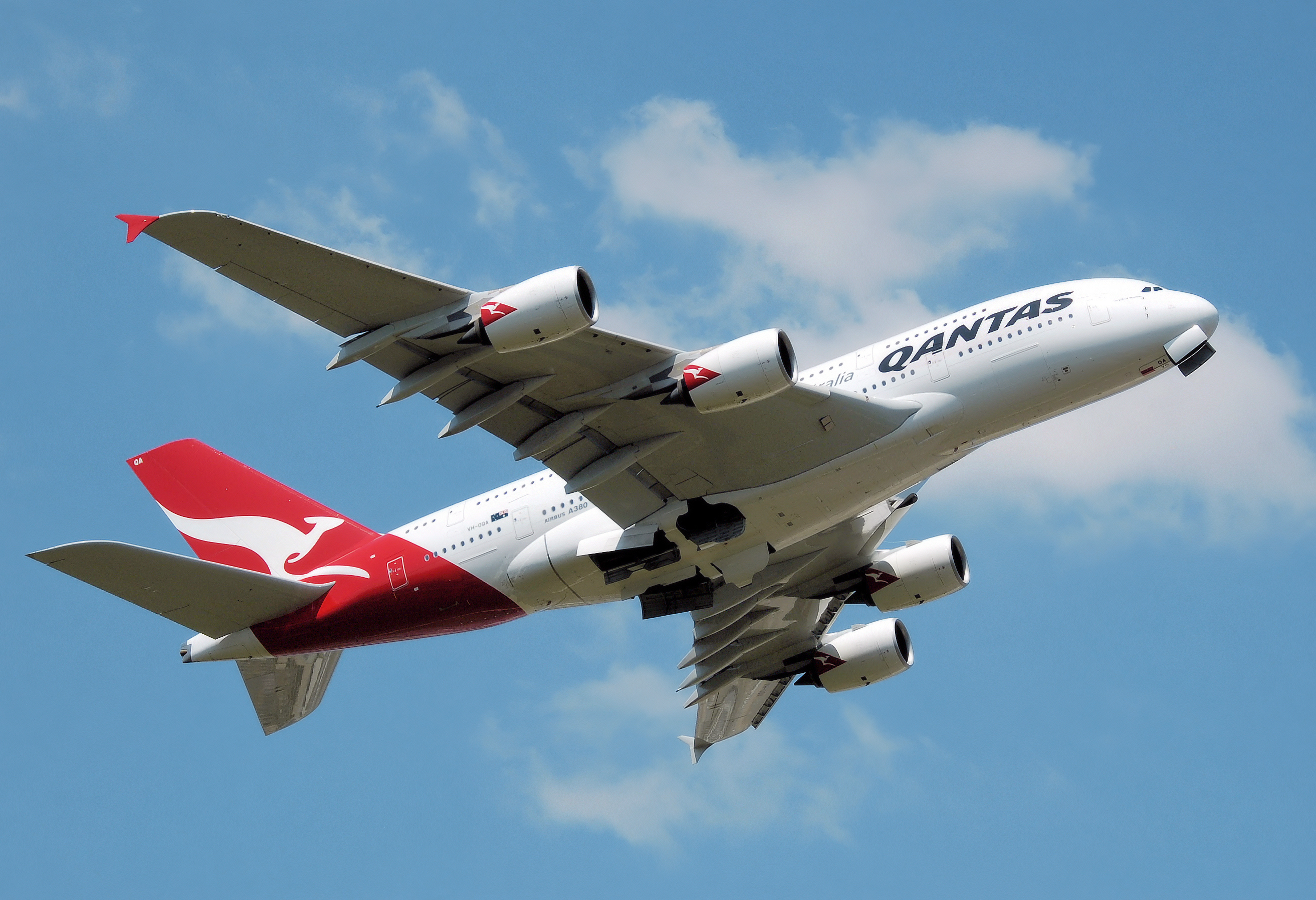
Un Airbus A380 de Qantas s'enlaira de l'aeroport de Londres-Heathrow.

Airbus tenia pensat oferir un nou model d'una versió ja existent, l'A380-800, i va començar a oferir un A380-800 de major capacitat des de 2013. Entre les millores estava l'opció d'augmentar el pes màxim, proporcionant així una major capacitat de càrrega i rendiment. Aquesta versió va néixer amb la finalitat de competir amb l'última versió del Boeing 747, el 747-8I, que incrementa el seu pes màxim a l'enlairament en 4 tones, fins a les 573 tones.
Els augments en la capacitat eren possibles gràcies a l'eliminació i optimització de les càrregues de vol. British Airways i Emirates Airlines van ser els primers clients a sol·licitar el nou aparell. Vietnam Airlines també va mostrar interès en la compra d'aquesta nova versió.

### A380-900

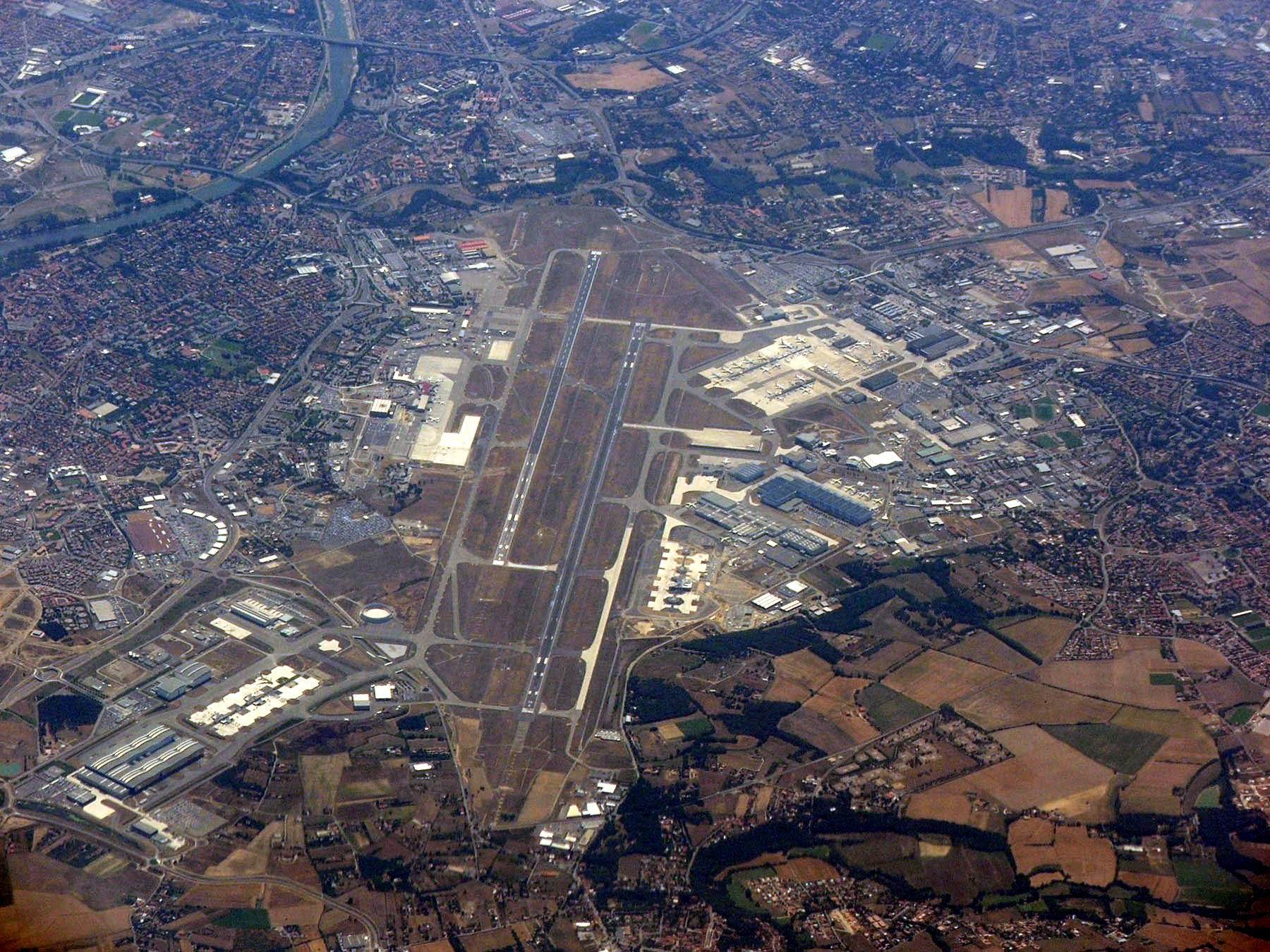
Instal·lacions d'Airbus prop de l'aeroport de Tolosa de Llenguadoc

El novembre de 2007 el cap d'operacions d'Airbus, John Leahy, va anunciar els plans per al desenvolupament d'una nova versió de l'A380, l'A380-900, que serà lleugerament més llarga (de 73 a 79,4 metres) que la seva antecessora, i es convertirà en l'avió més llarg del món, per sobre del nou Boeing 747-8. Aquesta versió tindrà una capacitat de 650 passatgers en configuració estàndard i un màxim de 900 en versió econòmica. El maig de 2010, Airbus va anunciar que la producció de l'A380-900 seria posposada fins que la producció de l'A380-800 s'hagi estabilitzat. Diverses companyies van mostrar interès en l'adquisició d'aquesta nova variant, com Emirates Airlines, Virgin Atlantic, Cathay Pacific, Lufthansa, Air France i Kingfisher Airlines.

L'11 de desembre de 2014, en el fòrum anual Airbus Investor Day, el CEO d'Airbus va pronunciar un polèmic anunci en el qual deia: «un dia nosaltres llançarem l'A380neo i un altre dia un A380 ampliat». Aquest anunci es va deure a l'especulació deslligada pel director financer d'Airbus, Harald Wilhelm, que havia atribuït «l'escassa demanda al fet que l'A380 estava avançat al seu temps». El 15 de juny de 2015, John Leathy, director d'operacions per als clients d'Airbus, va indicar que Airbus estava revisant el programa A380-900 de nou. El concepte de A380-900 que maneja la companyia tindria 50 places més que l'A380-800, en lloc de les 100 places addicionals previstes al principi. L'estirament de la variant necessitaria nous motors, i segons FlightGlobal l'A380-900 aprofitaria millor el disseny alar de l'A380.

#### A380neo
El 19 de juliol de 2015, el CEO d'Airbus, Fabrice Brégier, va confirmar que la companyia construirà una nova versió de l'A380 amb noves i millorades ales i motors. Les especulacions sobre el desenvolupament d'una nova variant, denominada «Airbus A380neo», s'havien estat succeint des de feia mesos, quan la companyia considerava posar fi a la producció de l'aparell abans de 2018 o desenvolupar una nova variant. Més tard es va saber que Airbus considerava la possibilitat d'allargar la producció de l'A380 i desenvolupar l'A380-900 amb una nova versió del motor, és a dir, l'A380neo. La variant podria entrar en servei el 2020, mentre que el nou motor probablement és un Rolls-Royce.

### A380-800F (versió de càrrega)
Airbus va acceptar al principi les comandes de la versió de càrrega. Aquesta versió oferiria la segona capacitat útil més gran del món, només superada per l'Antonov An-225. No obstant això la producció ha estat suspesa, igual que les comandes; Airbus encara no ha donat data per a l'inici de la producció.

### Altres variants
Existeixen altres versions actualment cancel·lades o en estudi de l'A380. Entre les versions encara en estudi destaca la versió A380-900S la configuració de la qual li permetria poder transportar més de 1.000 passatgers; aquesta versió podria entrar en producció al voltant de 2020. Altres variants com la -800C, la -800S o la -800R es troben en aquest moment cancel·lades o paralitzades sense conèixer les seves característiques exactes.

## Comandes i lliuraments

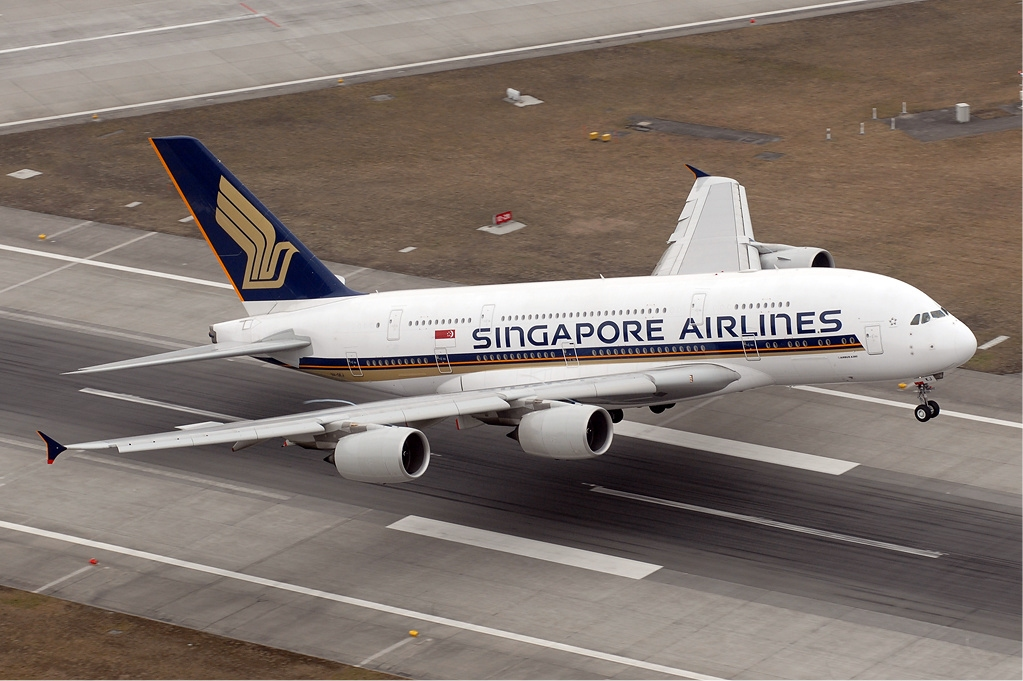
Singapore Airlines va ser la primera companyia que va utilitzar l'A380.

Fins al moment divuit clients diferents han encarregat l'A380, incloent la comanda particular del príncep saudita Al Waleed Bin Talal d'una versió VIP.
El total de comandes a 31 de març de 2016 ascendia a 319 aeronaus. El principal client és l'aerolínia Emirates Airlines, que ha encarregat 90 avions (gairebé el 40 % del total).
La versió de càrrega va rebre 27 comandes, totes cancel·lades el 2006 i 2007.
El 2010, Airbus va fer 19 lliuraments; realitzant-se en les instal·lacions que la companyia té a Hamburg per als clients europeus o provinents d'Orient Mitjà, mentre que als clients de la resta del món se'ls fa lliurament dels aparells en les instal·lacions de Tolosa de Llenguadoc. En els cinc anys següents, entre 2011 i 2015, es van lliurar un total de 135 aeronaus, no obstant això durant aquest període amb prou feines es van ordenar 85 nous A380.
|             |           | 2001 | 2002 | 2003 | 2004 | 2005 | 2006 | 2007 | 2008 | 2009 | 2010 | 2011 | 2012 | 2013 | 2014 | 2015 | 2016 | Total |
| ----------- | --------- | ---- | ---- | ---- | ---- | ---- | ---- | ---- | ---- | ---- | ---- | ---- | ---- | ---- | ---- | ---- | ---- | ----- |
| Comandes    | A380-800  | 78   | 0    | 34   | 10   | 10   | 24   | 33   | 9    | 4    | 32   | 19   | 9    | 42   | 13   | 2    | 0    | 319   |
| Comandes    | A380-800F | 7    | 10   | 0    | 0    | 10   | -17  | -10  | 0    | 0    | 0    | 0    | 0    | 0    | 0    | 0    | 0    | 0     |
| Lliuraments | A380-800  | 0    | 0    | 0    | 0    | 0    | 0    | 1    | 12   | 10   | 18   | 26   | 30   | 25   | 30   | 27   | 16   | 195   |

Dades al 30 de setembre de 2016.

### Potencial de vendes en els propers anys
Des dels inicis en el desenvolupament de l'A380, Airbus ha realitzat fins a 53 estudis sobre el possible nivell de vendes de l'aeronau. El 2007 va estimar que si persistia la congestió que sofreixen molts aeroports internacionals la possible demanda d'avions de més de 400 seients seria de 1.300 aeronaus en els propers 20 anys, podent-se elevar fins i tot a 1800. No obstant això, el 2006, els analistes industrials de Philip Lawrence, de l'Aerospace Research Centre de Bristol i Richard Aboulafia, de la consultora Teal Group de Fairfax, van calcular unes vendes de 880 i 400 unitats, respectivament, per a l'any 2025. Hans Peter Ring, director financer d'EADS va dir el maig de 2010 que el pla de negoci de l'A380 es basava en la venda d'un mínim de 750 unitats. A causa dels retards en la producció de l'A380, Airbus no va poder permetre's el 2009 destinar tota la inversió en el desenvolupament de l'A350, el qual s'espera un volum de vendes de 2 a 4 vegades major que el de l'A380.
L'11 de desembre de 2014, després d'un increment de les comandes menor de l'esperat, el director de finances de la companyia, Harald Wilhelm, va suggerir que el programa podria donar-se per acabat el 2018. La seva declaració va deslligar protestes entre els clients i les accions d'Airbus van sofrir una caiguda notable. Airbus va respondre llevant-li importància a la possibilitat de cancel·lar la fabricació de l'A380 i va posar l'accent que una sèrie de millores de l'aeronau seria l'escenari més probable. El 22 de desembre de 2014, el director general Fabrique Brégier va descartar la cancel·lació del programa A380 i va indicar que s'aconseguiria el seu punt d'equilibri en 2015, a més d'assenyalar que l'A380 s'hauria introduït una dècada abans d'hora. Si bé en 2015 la companyia ja obtenia beneficis per cada A380 venut, Airbus reconeixia que no seria capaç de recuperar els aproximadament 25.000 milions de dòlars d'inversió.
El cost per hora de vol d'un A380 el desembre de 2015 era d'aproximadament 26.000 dòlars o 50 dòlars per seient/hora, més que un Boeing 777-300ER, amb 44 dòlars, i menys que els 90 dòlars d'un Boeing 747-400.

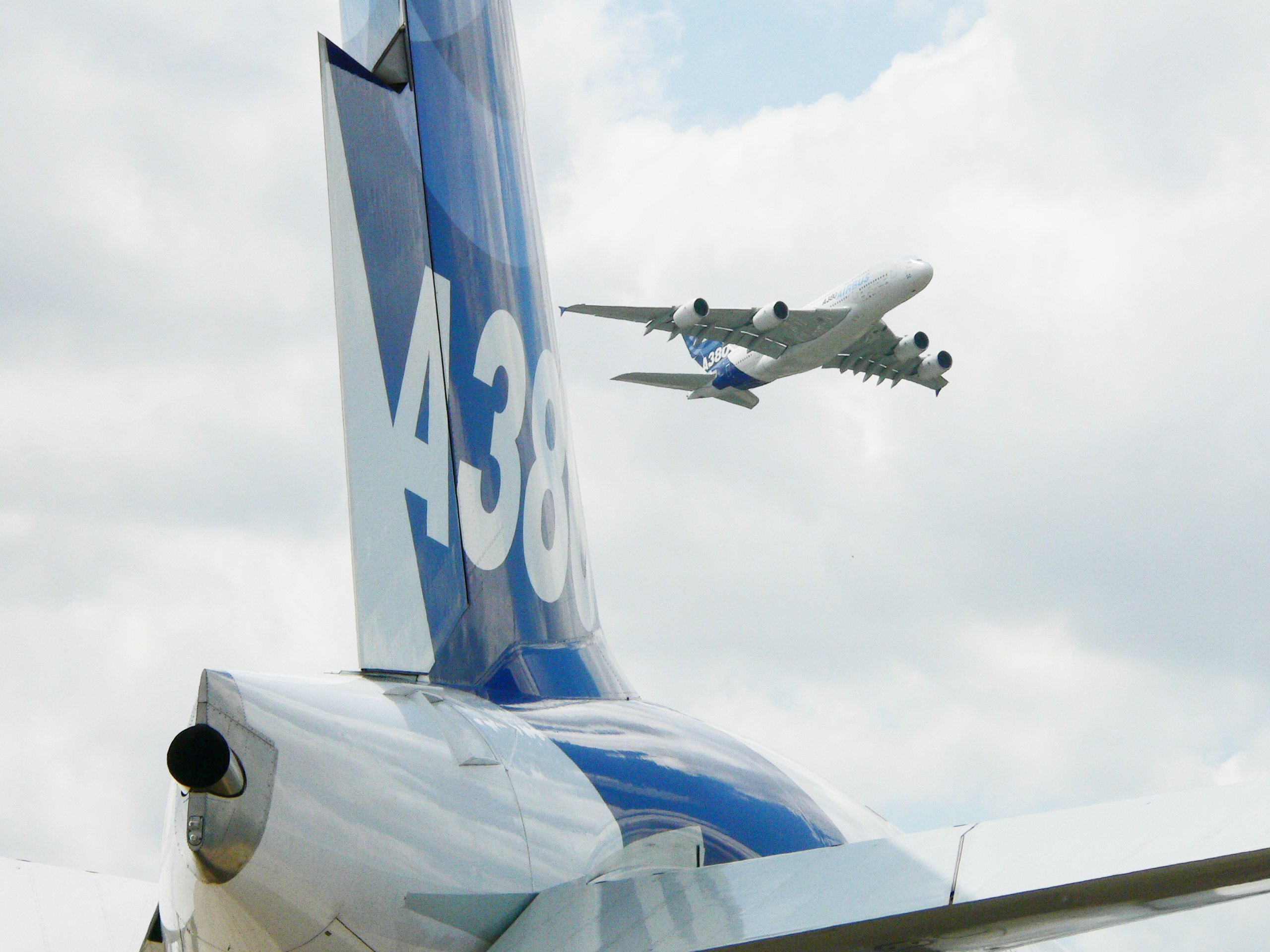
Dos Airbus A380, un a terra i un altre sobrevolant la pista d'enlairament
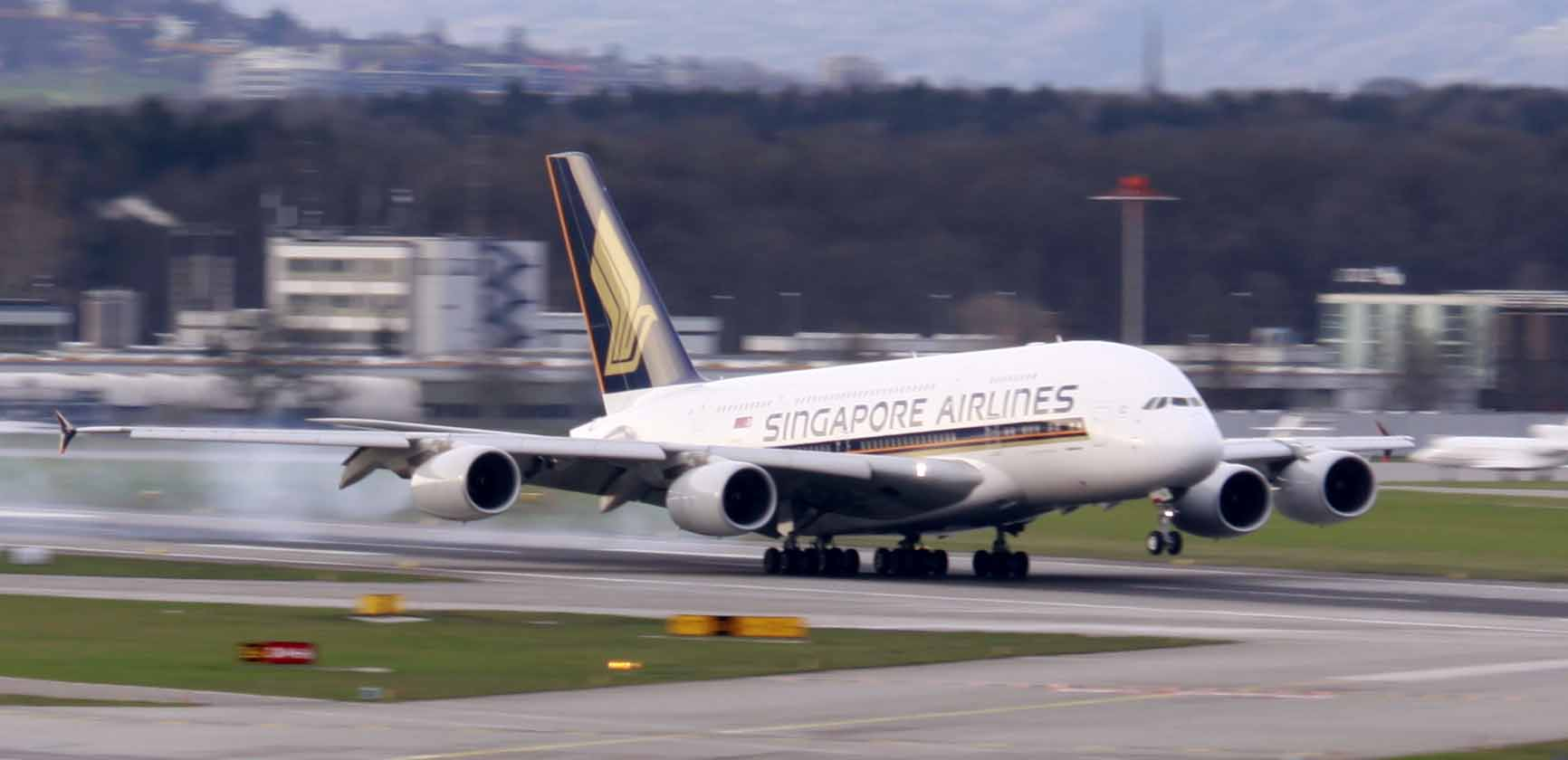
Un Airbus A380-800, propietat de la companyia Singapore Airlines, aterrant a l'aeroport de Zúric

### Aspectes econòmics

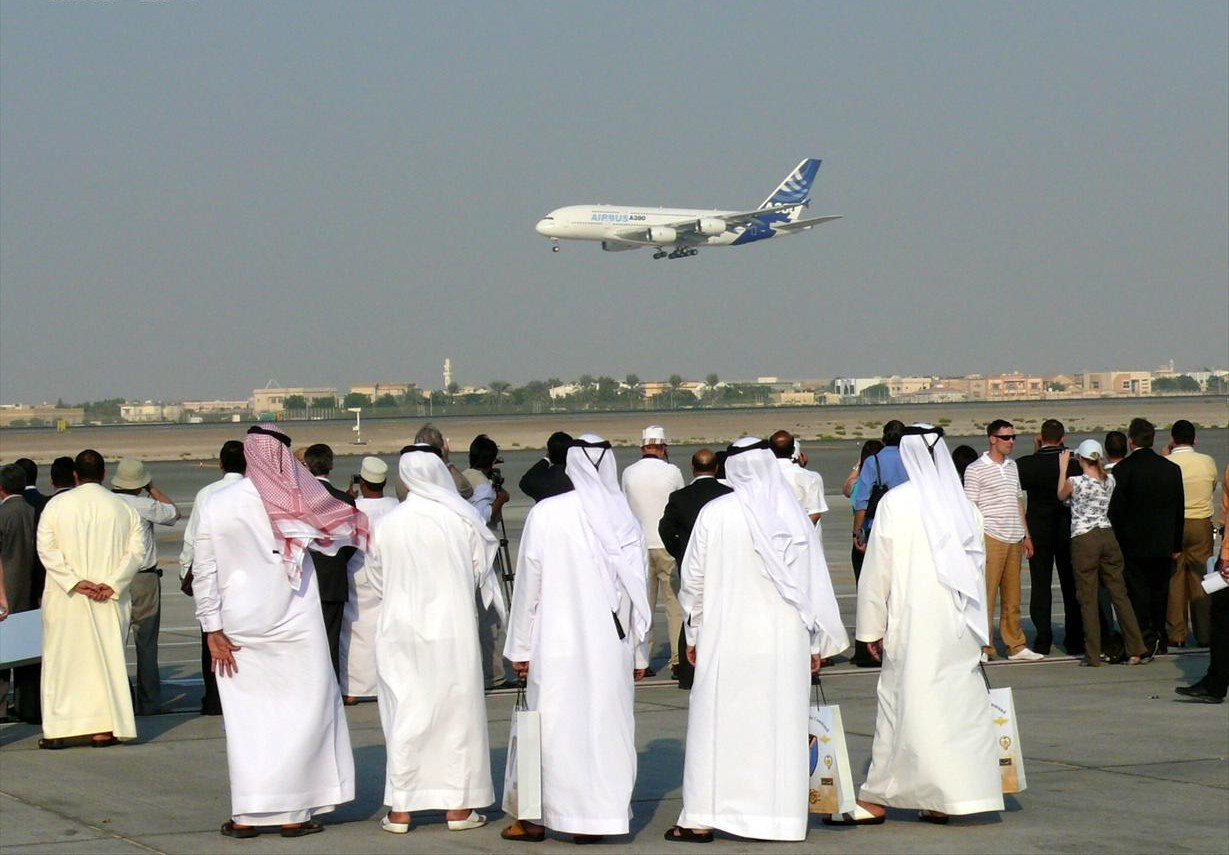
Un A380 aterrant a Dubai.

El preu unitari de cada Airbus A380-800 el maig de 2008 era d'entre 317 i 337,5 milions de dòlars nord-americans i el preu mitjà era de 327,4 milions de dòlars. El 2010 el preu havia augmentat fins a una mitjana de 346 milions. El juny de 2010 el president d'Emirates Airlines, Sheikh Ahmed bin Said al-Maktoum va anunciar un important contracte entre la seva companyia i Airbus per al lliurament de 32 nous A380 per un valor de 11.500 milions de dòlars, el que significa un cost per unitat de 359,4 milions de dòlars nord-americans. Aquests preus, no obstant això, difereixen significativament del preu pagat per moltes companyies aèries a causa d'indemnitzacions, comandes a l'engròs o comandes amb molta antelació, que han provocat que en moltes ocasions el preu pagat hagi estat molt menor al preu oficial. Per exemple, Singapore Airlines va pagar pel seu primer A380 210 milions de dòlars, un terç menys del seu preu en aquest moment, a causa de les indemnitzacions pels retards que havia sofert Airbus en el seu lliurament. Una de les característiques que fan únic a l'Airbus A380 és el seu nombre de seients –fins a 853–, ja que no hi ha avions comparables. Segons el catàleg de preus d'Airbus, el 2015, una dècada després del primer vol de l'aparell, el preu de l'A380 era de 428 milions de dòlars per unitat. En la dècada de 1990 diversos fabricants, com McDonnell Douglas o Boeing, van dur a terme projectes similars. McDonnell Douglas va proposar un prototip conegut com el MD-12, però no va passar d'un simple projecte; Boeing va suggerir un avió amb capacitat d'entre 600 i 800 passatgers, el Boeing NLA, però el desenvolupament de noves versions del seu 747 i els alts costos de desenvolupament van fer que el projecte fracassés.
En aquest moment la competència entre les empreses (sobretot entre Airbus i Boeing) s'està desenvolupant en el control dels mercats d'avions mitjans, car aquests són més silenciosos, ecològics i tenen uns baixos costos d'operació i manteniment. Boeing ha desenvolupat el Boeing 787, que es va introduir l'octubre de 2011, mentre que Airbus va desenvolupar el A350, introduït el gener de 2015.

## Operadors

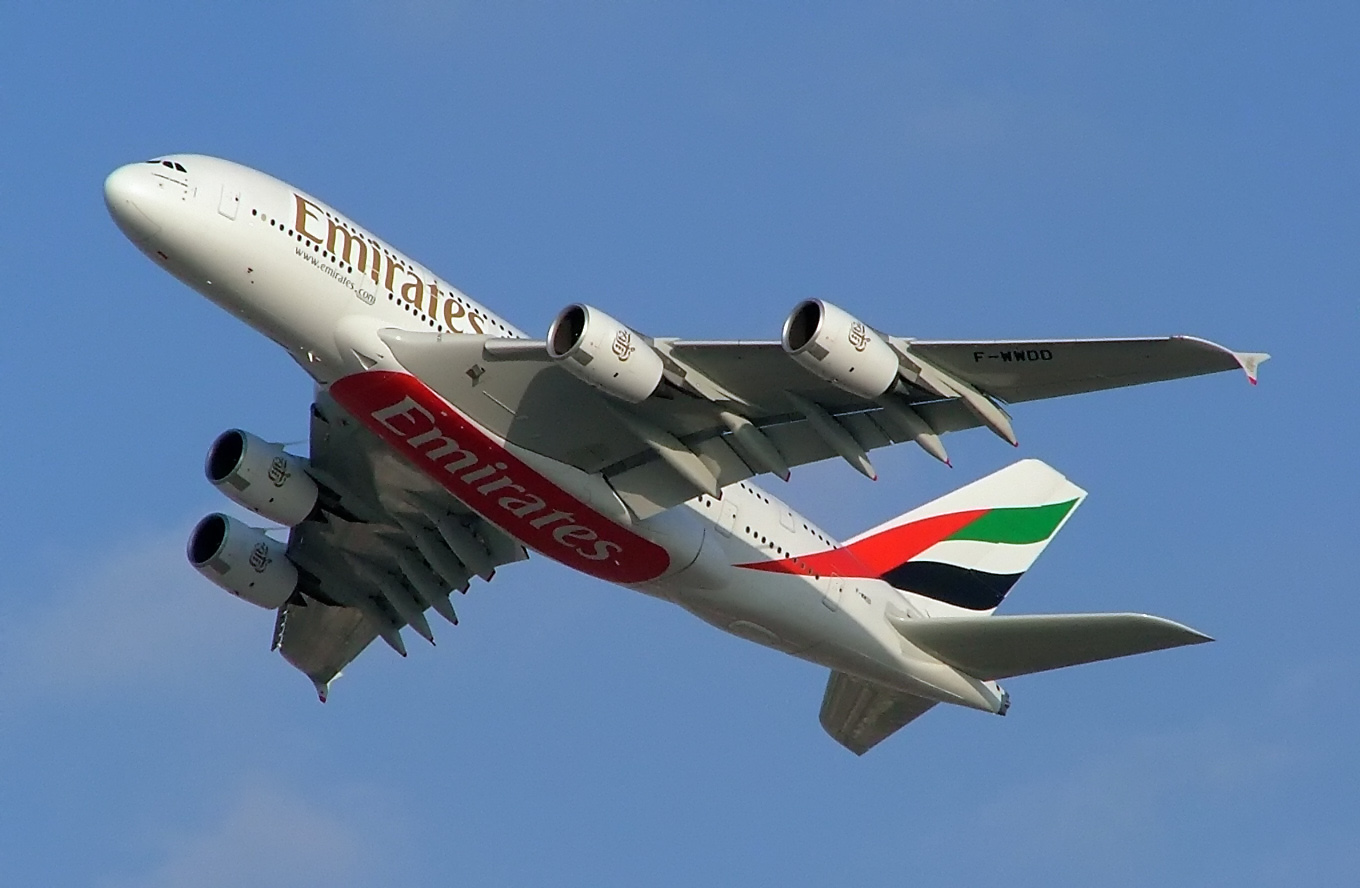
Airbus A380 operat per Emirates Airlines.

A finals de 2015, tretze companyies estaven operant l'Airbus A380 en les seves diferents variants. A més cal afegir Airbus Industries que en té dues unitats. Emirates Airlines és actualment l'aerolínia amb més A380 en servei i amb més demanats. Actualment la ruta més curta que cobreix un A380 es realitza entre Dubai i Jeddah, amb un temps de vol de menys de 3 hores, encara que durant un breu període –estiu de 2010–, Air France va usar un dels seus A380 per cobrir la ruta París-Londres.
El 24 de maig de 2011, Korean Air va rebre el seu primer Airbus A380 d'un total de 10 en una cerimònia especial celebrada al centre d'Airbus, Tolosa de Llenguadoc. Des del seu centre d'operacions a Seül, Korean Air opera l'A380 cap a destinacions a Àsia, Amèrica del Nord i Europa en rutes sense escala. Korean Air va triar una espaiosa configuració de cabina per a la seva flota de A380, amb capacitat per 407 passatgers distribuïts en tres classes. A més, els avions compten amb la primícia d'un espai on s'exposaran els articles lliures d'imposts, així com un bar i un saló en el pont superior per a passatgers de classe premium.
China Southern va rebre el seu primer avió A380 el 14 d'octubre de 2011 durant una cerimònia celebrada al Centre de Lliurament d'Airbus a Tolosa de Llenguadoc, França. El president i CEO d'Airbus Tom Enders va lliurar la primera de les cinc aeronaus encarregades per l'aerolínia al seu president Si Xianmin. China Southern Airlines es converteix així en el primer operador de l'avió a la Xina, i el setè a nivell mundial. L'aeronau, que disposa de motors Rolls-Royce Trent 900, serà emprada inicialment en rutes nacionals entre les ciutats de Beijing, Shanghai i Guangzhou. Més endavant, l'aerolínia farà ús dels A380 per als seus vols internacionals.

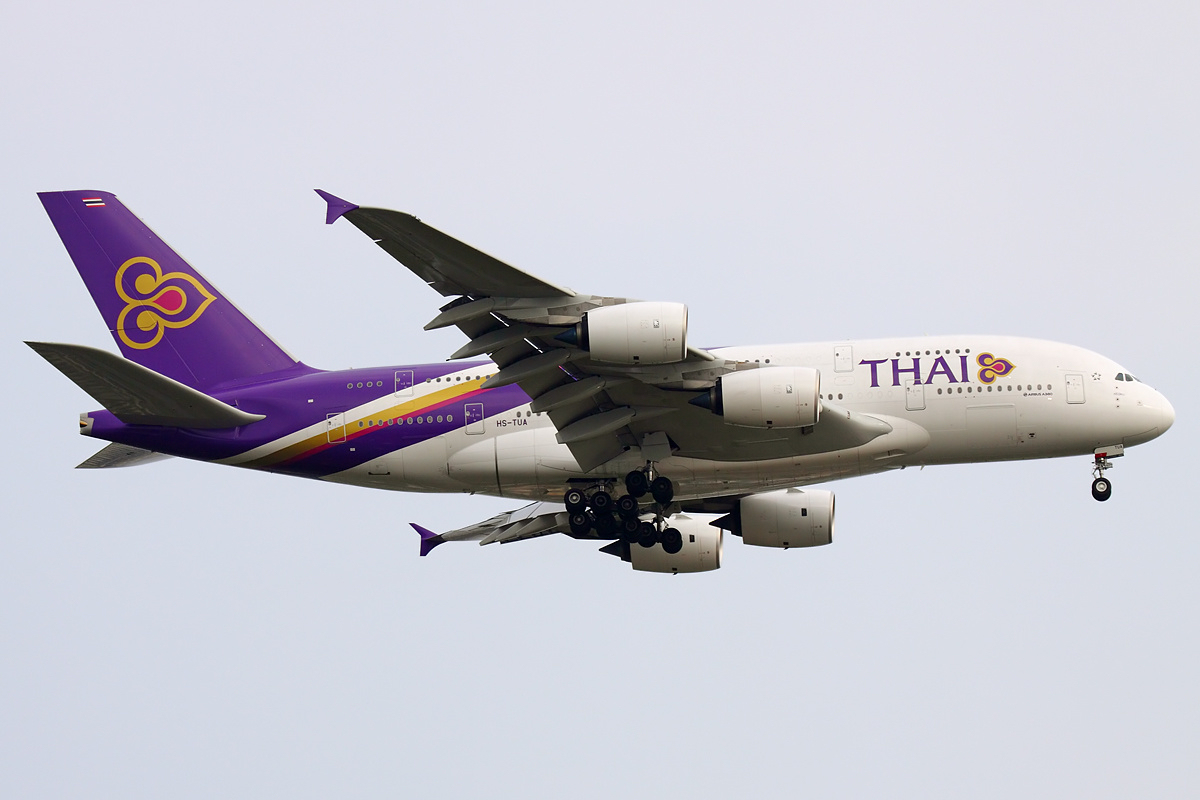
Airbus A380 operat per Thai Airways.

En la següent taula es mostren les companyies aèries que operen l'A380 i des de quan (no s'inclouen les companyies que només han realitzat comandes):
| Aerolínies                 | Data d'entrada en servei | núm. |
| -------------------------- | ------------------------ | ---- |
| Singapore Airlines         | 25 d'octubre de 2007     | 19   |
| Emirates Airlines          | 1 d'agost de 2008        | 82   |
| Qantas                     | 20 d'octubre de 2008     | 12   |
| Air France                 | 20 de novembre de 2009   | 10   |
| Lufthansa                  | 6 de juny de 2010        | 14   |
| Korean Air                 | 24 de maig de 2011       | 10   |
| China Southern Airlines    | 14 d'octubre de 2011     | 5    |
| Malaysia Airlines          | 1 de juliol de 2012      | 6    |
| Thai Airways International | 27 de setembre de 2012   | 6    |
| British Airways            | 2 d'agost de 2013        | 12   |
| Asiana Airlines            | 13 de juny de 2014       | 4    |
| Qatar Airways              | 10 d'octubre de 2014     | 6    |
| Etihad Airways             | 27 de desembre de 2014   | 8    |

## Accidents i altres incidents

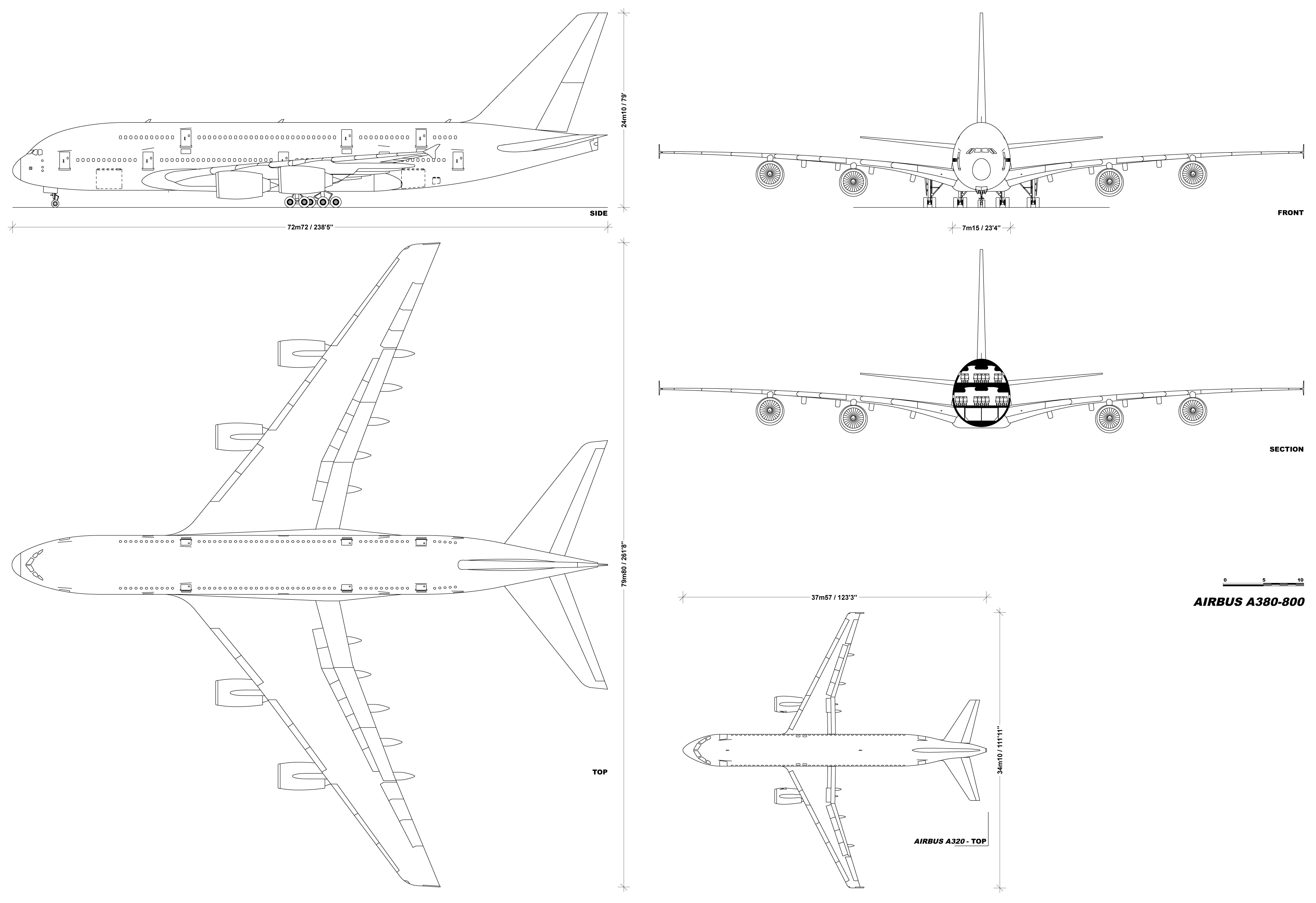
Geometria descriptiva de l'Airbus A380-800

L'A380 fins al moment ha estat involucrat únicament en un incident esdevingut el 4 de novembre de 2010, dia en el qual un vol de la companyia australiana Qantas que cobria la ruta Singapur-Sydney, va sofrir una fallada en el motor (i una petita explosió) i es va veure obligat a tornar a Singapur, realitzant un aterratge d'emergència. No va haver-hi ferits entre els passatgers ni la tripulació; els únics afectats van ser dues persones que van resultar ferides per la caiguda d'algunes peces de l'avió quan aquest es trobava volant sobre l'illa indonèsia de Batam. Poc després, Qantas va ordenar a la seva flota de A380 no desenlairar fins que s'hagués realitzat una investigació sobre l'incident, al costat del fabricant del motor afectat, Rolls-Royce, reprenent-se de nou el 27 de novembre de 2010. Finalment es va esclarir que l'explosió del motor s'hi havia a causa d'una fuita d'oli en un dels motors Trent 900. Aquesta fuita es va deure a un tub d'oli defectuós per errors en la seva fabricació. Aquest incident va generar una revisió per part de la companyia Rolls Royce de tots els motors d'aquesta sèrie a tot el món.
L'11 d'abril de 2011, a l'Aeroport Internacional John F. Kennedy de la ciutat de Nova York, EUA, un A380 de la companyia Air France amb 495 passatgers a bord va col·lidir amb un Bombardier CRJ-700 de Comair (Delta Connection), al que va voltejar, quan rodava cap a la pista. No es van presentar víctimes ni ferits i els danys registrats van ser menors. L'A380 va ser danyat en la vora d'atac de la semi-ala esquerra perdent la punta d'ala, mentre que el CRJ-700 solament va registrar desperfectes en els estabilitzadors de cua. Possiblement, el Bombardier CRJ-700 havia envaït l'espai de la pista de rodatge per on circulava l'A380.
El 8 de febrer de 2012, l'Agència Europea de Seguretat Aèria (EASA) va ordenar revisar tots els A380 després que apareguessin fines esquerdes en les ales d'alguns avions d'aquest model.

## Cultura popular
En els simuladors de vol existeixen una o més variants de l'A380, com el simulador de vol de codi obert FlightGear, així com en el sector comercial.

## Especificacions

Comparativa de la grandària relativa entre quatre de les aeronaus més grosses mai construïdes.
L'Airbus A380-800
L'Antonov An-225
El Boeing 747-8
El Hughes H-4 Hercules "Spruce Goose"

Comparació de les dimensions de l'A380 amb el Boeing 747

| Versió                                 | A380-700                                              | A380-800                                                                                    | A380-800ER                                                                                  | A380-800F                                             | A380 Prestige                                         | A380-900                                              |
| -------------------------------------- | ----------------------------------------------------- | ------------------------------------------------------------------------------------------- | ------------------------------------------------------------------------------------------- | ----------------------------------------------------- | ----------------------------------------------------- | ----------------------------------------------------- |
| Tripulació de vol                      | 2 pilots i des de 18 fins a 24 auxiliars de vol       | 2 pilots i des de 18 fins a 24 auxiliars de vol                                             | 2 pilots i des de 18 fins a 24 auxiliars de vol                                             | 2 pilots i des de 18 fins a 24 auxiliars de vol       | 2 pilots i des de 18 fins a 24 auxiliars de vol       | 2 pilots i des de 18 fins a 24 auxiliars de vol       |
| Capacitat estàndard                    | 480 seients (3 classes)                               | 555 seients (3 classes) De 471 a 853 seients segons la configuració donada per la companyia | 555 seients (3 classes) De 471 a 853 seients segons la configuració donada per la companyia | 58 contenidors                                        | 118 seients                                           | 656 seients (3 classes)                               |
| Longitud                               | 67,9 metres                                           | 72,73 metres                                                                                | 72,73 metres                                                                                | 72,73 metres                                          | 72,73 metres                                          | 79,4 metres                                           |
| Envergadura                            | 79,75 metres                                          | 79,75 metres                                                                                | 79,75 metres                                                                                | 79,75 metres                                          | 79,75 metres                                          | 79,75 metres                                          |
| Altura                                 | 24,45 metres                                          | 24,45 metres                                                                                | 24,45 metres                                                                                | 24,45 metres                                          | 24,45 metres                                          | 24,45 metres                                          |
| Distància entre els eixos              | -                                                     | 30,4 metres                                                                                 | 30,4 metres                                                                                 | 30,4 metres                                           | 30,4 metres                                           | -                                                     |
| Amplària del fuselatge                 | 7,14 metres                                           | 7,14 metres                                                                                 | 7,14 metres                                                                                 | 7,14 metres                                           | 7,14 metres                                           | 7,14 metres                                           |
| Amplària de la coberta principal       | 6,58 metres                                           | 6,58 metres                                                                                 | 6,58 metres                                                                                 | 6,58 metres                                           | 6,58 metres                                           | 6,58 metres                                           |
| Amplària de la coberta superior        | 5,92 metres                                           | 5,92 metres                                                                                 | 5,92 metres                                                                                 | 5,92 metres                                           | 5,92 metres                                           | 5,92 metres                                           |
| Superfície alar                        | 845 metres quadrats                                   | 845 metres quadrats                                                                         | 845 metres quadrats                                                                         | 845 metres quadrats                                   | 845 metres quadrats                                   | 845 metres quadrats                                   |
| Pes (buit)                             | 267 t                                                 | 276 t                                                                                       | 276 t                                                                                       | 252 t                                                 | 282 t                                                 | 298 t                                                 |
| Pes amb passatgers                     | 527 t                                                 | 527 t                                                                                       | 527 t                                                                                       | -                                                     | -                                                     | 527 t                                                 |
| Pes màxim estacionat                   | -                                                     | 562 t                                                                                       | 592 t                                                                                       | 592 t                                                 | 562 t                                                 | -                                                     |
| Pes màxim a l'enlairament              | -                                                     | 560 t                                                                                       | 590 t                                                                                       | 590 t                                                 | 560 t                                                 | -                                                     |
| Pes màxim en aterrar                   | -                                                     | 386 t                                                                                       | -                                                                                           | 427 t                                                 | 386 t                                                 | -                                                     |
| Volum màxim de càrrega                 | -                                                     | 176 m³                                                                                      | -                                                                                           | 1.134 m³                                              | -                                                     | -                                                     |
| Velocitat de creuer                    | Mach 0,85                                             | Mach 0,85                                                                                   | Mach 0,85                                                                                   | Mach 0,85                                             | Mach 0,85                                             | Mach 0,85                                             |
| Màxima velocitat de creuer             | Mach 0,89                                             | Mach 0,89                                                                                   | Mach 0,89                                                                                   | Mach 0,89                                             | Mach 0,89                                             | Mach 0,89                                             |
| Velocitat màxima de disseny en descens | 0,96 Mach (a altura de creuer: 1.020 km/h, 551 nusos) | 0,96 Mach (a altura de creuer: 1.020 km/h, 551 nusos)                                       | 0,96 Mach (a altura de creuer: 1.020 km/h, 551 nusos)                                       | 0,96 Mach (a altura de creuer: 1.020 km/h, 551 nusos) | 0,96 Mach (a altura de creuer: 1.020 km/h, 551 nusos) | 0,96 Mach (a altura de creuer: 1.020 km/h, 551 nusos) |
| Distància necessària per enlairar-se   | 2.750 metres                                          | 2.750 metres                                                                                | 3.100 metres                                                                                | 3.100 metres                                          | 2.750 metres                                          | 3.100 metres                                          |
| Distància d'enlairament amb pes màxim  | -                                                     | 2.750 m                                                                                     | -                                                                                           | 2.900 m                                               | -                                                     | -                                                     |
| Abast                                  | 18.000 km                                             | 15.200 km                                                                                   | 18.000 km                                                                                   | 10.400 km                                             | 18.000 km                                             | 15.200 km                                             |
| Abast amb càrrega de disseny           | -                                                     | 15.400 km (8.300 milles marines)                                                            | -                                                                                           | 10.400 km (5.600 mn)                                  | -                                                     | -                                                     |
| Sostre de vol                          | 43.000 peus (13.115 metres)                           | 43.000 peus (13.115 metres)                                                                 | 43.000 peus (13.115 metres)                                                                 | 43.000 peus (13.115 metres)                           | 43.000 peus (13.115 metres)                           | 43.000 peus (13.115 metres)                           |
| Combustible (capacitat dels dipòsits)  | 248 t                                                 | 248 t                                                                                       | 296 t                                                                                       | 248 t                                                 | 248 t                                                 | 296 t                                                 |
| Reactors utilitzats                    | GP7270 Trent 970                                      | GP7270 (A380-861) Trent 970/B (A380-841) Trent 972/B (A380-842)                             | GP7277 (A380-863F) Trent 977/B (A380-843F)                                                  | GP7277 (A380-863F) Trent 977/B (A380-843F)            | GP7270 Trent 970                                      | GP7277 (A380-863F) Trent 977/B (A380-843F)            |
| Potència                               | 302 kN                                                | 311 kN                                                                                      | 340 kN                                                                                      | 340 kN                                                | 311 kN                                                | 340 kN                                                |

Fonts: Especificacions de l'Airbus A380;

### Aeronaus similars
- Boeing 747-8
- Lockheed C-5 Galaxy
- McDonnell Douglas MD-12
- Antónov An-124
- Antónov An-225